# 吉村卓
吉村 卓（よしむら たく、1970年7月23日 - ）は、日本のAV男優。

## 経歴
中学校と高等学校では生徒会長を務め、高校の時にはサッカー部に所属していた。大学では映画研究会に所属し、19歳の頃に役者の養成所に通い、トレンディドラマの『君の瞳をタイホする!』で、初めて台詞のある役をもらう。養成所内では「君はウチの期待の新人なんだから、頑張れよ」と言われていたが、集合場所を間違えたこと（集合場所が「北品川駅」なのに「品川駅」に行き、誰もいないのでしばらく待って帰ってきた）を怒られ、それをきっかけに役者の養成所を辞める。
帝京大学文学部社会学科卒業後は、オムプロダクションで助監督をしながら、AVのフェラチオシーン（当時はゴムフェラ）だけに出演。オムプロダクションに3年ほど勤めた後25歳の時にフリーランスになり、制作兼AV男優をしてる時にAV男優の加藤鷹から「お前、フリーになるなら、俺のカバン持ちやれ」と言われ、加藤鷹の家に住み込みで働くことになり、半年ほど下宿していた。（本人が自称しているプロフィールは独立した25歳の時の1995年から男優と記載）
2013年に株式会社YOSHIMURAを設立。企業理念は「エロから世界平和へ」。物品販売の他に男優の経験を生かした「性」についての講演などを行なっている。

### AV男優としての経歴
AV男優としてのデビュー作は、V&Rプランニングの「あぶない放課後シリーズ」で、最初はAV男優として出演するのを嫌がり、2〜3カ月ごねたが、TOHJIRO監督に促され、半ば無理やりにAV男優の仕事をさせられた。初カラミ（セックスのこと）はまったく覚えてなく頭が真っ白になるぐらい緊張したという。
若手時代は学生役や彼氏役といった役で出演することが多かったが、最近では変態教師やキモい役で出演することが多く、AV界の怪優と呼ばれる存在になってしまった。
同年2月17日、東京・duo MUSIC EXCHANGEで行われた「FALENO FES」に出演。

## 人物・エピソード
- 趣味はワインと神社巡り[4]。また、スピリチュアル・カウンセラーの江原啓之の影響でパワースポットめぐりをしている[4]。2009年にはカリビアンコム無修正作品「ザーメンの泉」（オーラの泉に出演する江原のパロディ）でセクシャルエロカウンセラーエロ原さん役を演じた。
- 特技は剣道初段、AD（アナルドリル）8段[2]。
- 1993年のデビュー以来、経験人数5000人オーバーの大ベテラン男優[2]。元祖キモメン男優と呼ばれる[6]。2ちゃんねる→5ちゃんねるでも人気があるAV男優で[7]、『オール吉村卓Bomb!4時間』や『スーパー吉村卓Bomb!8時間』（共にh.m.p、廃盤）など、AV男優名が冠になったAVが発売されている[3]。
- No.1AV男優の加藤鷹の弟子として活動していた時期がある[2]。ちなみに、加藤鷹の家に居候している時に、加藤鷹が飼っていた猫の方が吉村より高いハムを食べていた[7]。
- AV男優の山本竜二と島袋浩に憧れて影響を受けており[4]、山本竜二の店「居酒屋竜ちゃん」に訪れることもある[8]。プライベートで仲がいいAV男優はしみけん[2]。
- 2001年頃にSEX新体位「ヨシムラ」を発明する[9]。騎乗位から女性の足首を持って開脚させ、下から突き上げるこのヨシムラは、女性が一度これを経験すると病みつきになるほどの快感を得るという[9]。
- 撮影時の逸話として、ゴムフェラで16秒で射精した早漏記録を持っている[7]。また、ヤクザや力士が現場に見学に来て、その前でセックスを披露したことがある[3]。
- ビデオでは不気味に笑いながらAV女優の顔や体をなめ回して唾液まみれにするような究極の変態を演じるが、実際は非常に優しい好青年である[10]。
- 雑誌『CIRCUS MAX』の企画で、編集者や漫画家たちのために目前でセックス講義としてAV女優の真木今日子とセックスをしたものが漫画化された[11]。
- 自身が選ぶ、2019年時点のセクシー女優ベストナインは「つぼみ」「佐倉絆」「星宮一花」「松本菜奈実」「AIKA」「三上悠亜」「河合あすな」「岬ななみ」「鈴村あいり」「明日花キララ」だと明かしている[12]。
- FANZAニュースのAV女優インタビューにて、AV女優の「星宮一花」「架乃ゆら」に優しい人柄や、唯一無二の唾液、ベロチュー等を絶賛されている[13]。
- 初めて絡んだ女優は高倉みなみ（YouTube動画上の本人発言[要文献特定詳細情報]）

## オリジナルテクニック
- 49番目の体位「ヨシムラ」

もともと雑誌企画で考案した「魅せる用の体位」。変形の騎乗位として特に名前はなかったが、当時の監督が「ヨシムラ」と命名した。
- 乳首バキューム
- 顔面ベロチュー
- アナルドリル

## 必殺技
- 「ADK2 アナル・ドリル・クンニ」
- 49番目の体位「ヨシムラ」
- ベロチューキス
- 乳首バキューム
- 腋舐め
- タンツボキス
- 超高速のクンニ
- 顔面唾液塗り
- 鼻吸い舐め
- 乳房テカらせ
- 正常位密着固め
- 首振り超高速クンニ

## アダルトDVD・VHS（出演作品、女優別）
愛里ひな
- ワリのいいバイトをはじめた娘。25（2007年7月11日、プレステージ）
- ひな 籠の鳥（2007年10月26日、メディアステーション）
- Black Max Cafeへようこそ! 愛里ひな（2008年2月22日、マックスエー）

愛内梨花
- 「見つめながら おねだりするの…」 愛内梨花（2009年8月21日、h.m.p）
- 犯られまくる淫乱ドM女教師 愛内梨花(2009年9月16日、マキシング)

相澤リナ
- 都合のいいカラダ 相澤リナ（2010年11月5日、h.m.p）
- 先生、お願いですから服を着て下さい。 相澤リナ（2011年2月13日、MOODYZ ）

晶エリー（新井エリー、大沢佑香）
- セル初×ギリギリモザイク ギリギリモザイク 大沢佑香（2006年4月7日、エスワン）
- 従順なる監禁 大沢佑香（2007年5月15日、ワープエンタテインメント）

亜希菜
- ぶっかけレイプ療法 亜希菜（2009年10月21日、h.m.p）
- トリプルキャスト 渡る世間は変態ばかり 亜希菜 浅倉彩音（2010年3月21日、h.m.p）
- 働く美女と性交 亜希菜（2010年5月15日、ドリームチケット）

紅音ほたる
- 制服図鑑 秋月杏奈（2000年11月29日、メディアバンク）
- 人気者で抜こう!! 1 秋月杏奈（2004年11月27日、KUKI）
- 絶頂潮吹き 連続中出しFUCK 紅音ほたる（2007年6月7日、アイエナジー）
- ロリータ×潮吹きギャル 紅音ほたる 森野琴梨（2007年7月5日、アイエナジー）

秋山祥子
- 巨乳秘書☆絶対服従 秋山祥子（2010年2月21日、h.m.p）
- え〜っ!ぼ、僕の部屋に秋山祥子がやってきた!!（2010年7月21日、h.m.p）

あいだゆあ
- ギリギリモザイク セル初 あいだゆあ（2005年5月7日、エスワン）
- ギリギリモザイク 6つのコスチュームでパコパコ! あいだゆあ（2005年6月7日、エスワン）
- ギリギリモザイク 無限バコバコ3 あいだゆあ（2006年6月7日、エスワン）監督：伊基公袁
- ギリギリモザイク ゆあのセックスじっくり見せてあげる あいだゆあ（2006年8月7日、エスワン）監督：ヒフミタツヲ
- ハイパーギリギリモザイク8時間 あいだゆあ（2008年2月7日、エスワン）
- あいだゆあ エスワン12時間コンプリートベスト（2010年10月7日、エスワン）

相内リカ
- ギリモザスペシャル トリプル爆乳大乱交 鮎川あゆみ×相内リカ×花井メイサ（2008年8月19日、エスワン ）監督：秋秀人
- ハイパー×ギリモザ ハイパーギリモザ 相内リカ（2008年9月19日、エスワン）監督：伊基公袁
- ギリモザ 無限絶頂!激イカセFUCK 相内リカ（2008年11月7日、エスワン）監督：森川圭

蒼井そら
- ギリギリモザイク 蒼井そら 接吻スペシャル（2005年3月11日、エスワン）監督：秋秀人
- ギリギリモザイク 新米ナースそらのパコパコ看護 蒼井そら（2006年2月19日、エスワン）
- ギリギリモザイク 激パイズリ2 蒼井そら（2006年4月19日、エスワン）監督：大村大

青山菜々
- M乳玩具 青山菜々（2007年4月27日、クリスタル映像）
- 奴隷オークション2 CODE:No.226 堕とされたアイドル 沢井まゆ（2011年3月7日、アタッカーズ）出演者：青山菜々 雫パイン

蒼井怜
- やりすぎ家庭教師 蒼井怜（2009年3月21日、h.m.p）
- 巨乳カメラ おっぱいアングル満載SEX 蒼井怜（2009年4月21日、h.m.p）
- ism 蒼井怜 Vol.2（2009年7月21日、h.m.p）

麻美ゆま
- 新人×ギリギリモザイク 麻美ゆま ギリギリモザイク（2005年11月7日、エスワン）
- 女尻 麻美ゆま（2005年12月30日、アリスJAPAN）
- ギリギリモザイク ネットリ濃厚セックス 麻美ゆま（2006年1月7日、エスワン）
- ギリギリモザイク SEX ON THE BEACH〜南の島でパコパコ! 麻美ゆま（2006年3月7日、エスワン）
- お医者さんごっこしよ 麻美ゆま（2006年11月30日、アリスJAPAN）

麻倉憂
- 白衣の天使と性交 麻倉憂（2009年11月15日、ドリームチケット）
- 麻倉憂がハダカ店長に就任（2010年6月25日、EROTICA）

安里祐加
- 安里祐加 お●●ぽ大好き祐加ちゃん（2000年4月25日、アトラス21）
- NEO出血大制服59 安里祐加（2000年6月15日、アトラス21）

朝香涼
- コス姫 宇宙少女 りょう（2010年6月25日、メディアステーション）
- 朝香涼がハダカ店長に就任（2010年8月27日、EROTICA）

芦名未帆（稲森しほり）
- 隣の若奥様は癒し美乳教師 稲森しほり（2008年4月1日、アイデアポケット）
- ザーメン☆パラダイス 稲森しほり（2009年4月1日、アイデアポケット）
- 未帆先生の感じるイラマ授業 芦名未帆（2010年8月13日、MOODYZ）
- 夫に売られた奴隷人妻 芦名未帆（2010年10月13日、MOODYZ）
- TOKYO25時 Vol.03（2011年6月1日、プレステージ）

あすか伊央
- 超正統派美少女 あすか伊央 DEBUT!（2007年10月4日、ディープス）
- 緊急指令『童貞を救え!!!』 あすか伊央（2008年12月4日、ピュアネスプラネット）

明日花キララ
- キララがエッチにナイス☆Me☆Chu 明日花キララ（2008年8月21日、h.m.p）
- 巨乳Wキャスト 女教師の美獣ペット 明日花キララ 浜崎りお（2008年10月21日、h.m.p）監督： 井口昇
- 巨乳カメラ 明日花キララ（2008年11月21日、h.m.p）
- 高校痴女教師 明日花キララ（2009年1月21日、h.m.p）
- ism 明日花キララ Vol.5（2009年6月21日、h.m.p）

安倍なつき
- 《愛撫が恋しくて…》安倍なつき（2000年10月31日、h.m.p）
- 可愛いフェロモン 安倍なつき（2001年2月28日、h.m.p）
- あのアイドルが新基準モザイクで甦る [安倍なつき]（2006年8月21日、h.m.p）

安達真実
- 6つのコスチュームでパコパコ! 安達真実（2006年12月7日、エスワン）監督： 森川圭
- ネットリ濃厚セックス 安達真実（2007年1月7日、エスワン）監督： 坂本優二
- 無限絶頂!激イカセFUCK バコバコ乱交 安達真実（2007年5月19日、エスワン）監督： 森川圭 ケイン加藤

雨音レイラ
- 超ムラムラする美尻で 顔面騎乗＆騎乗位 雨音レイラ（2009年6月21日、h.m.p）
- ism 雨音レイラ Vol.3（2009年10月21日、h.m.p）

天海つばさ
- つばさ先生の誘惑授業 天海つばさ（2010年6月1日、アイデアポケット）
- 天海つばさファン感謝祭ぶっかけ（2011年1月1日、アイデアポケット）

天宮まなみ
- セル初×ギリギリモザイク ギリギリモザイク 天宮まなみ（2006年2月19日、エスワン）
- あのアイドルがスーパーリマスターREMIXで甦る [天宮まなみ]（2009年1月21日、h.m.p）

彩名杏子
- TRY 1.2.3! 彩名杏子（2001年11月20日、アリスJAPAN）
- 彩名杏子スペシャル（2002年2月22日、アリスJAPAN）
- 彩名杏子 the おっぱい星人（2002年1月24日、KUKI）
- 濡らして、激しく 彩名杏子（2002年3月19日、KUKI）
- The IDol 彩名杏子（2002年4月19日、KUKI）
- 堕ちた愛奴瑠 〜Fカップレイプ〜 彩名杏子（2002年11月20日、SODクリエイト）
- KUKIピンクファイル あのピンクファイルで魅せる! 彩名杏子（2007年12月14日、KUKI）

鮎川なお
- イカセッぱっ! 犠牲者 鮎川なお（2007年9月7日、グレイズ）
- 連続絶頂いかせ地獄!SPECIAL ほしのみゆ、水野美香、鮎川なお（2007年11月9日、グレイズ）
- 実録・女子校生レイプ事件 鮎川なお（2007年10月13日、MOODYZ）監督：なぎら健造
- 就職活動 鮎川なお 完全版（2007年12月21日、メディアステーション）
- メイド in Prin 鮎川なお（2008年6月13日、みるきぃぷりん♪）
- スポ☆コス 鮎川なお（2008年7月18日、笠倉出版社）

天海麗
- 妹の秘密 天海麗（2006年3月31日、マックスエー）
- おさわりOK 天海麗（2007年3月23日、マックスエー）
- 誘惑天国 天海麗（2007年9月6日、SODクリエイト）
- 新 MAXピンクファイル 天海麗（2010年4月9日、マックスエー）

綾瀬ひめ
- ギリギリモザイク ネットリ濃厚セックス 綾瀬ひめ（2007年3月7日、エスワン）監督：坂本優二
- ギリギリモザイク バコバコ乱交38 綾瀬ひめ（2007年8月7日、エスワン）監督：秋秀人

綾瀬メグ
- TROPICAL ANGEL 完全版 綾瀬メグ（2006年1月20日、KMP）
- 風俗フルコース 綾瀬メグ 完全版（2006年5月26日、KMP）
- VERY BEST OF 綾瀬メグ 完全版（2006年7月28日、KMP）

綾瀬しおり
- コスプレお姉さんエッチ 綾瀬しおり（2006年12月25日、h.m.p）
- Candy 240min. Volume1 綾瀬しおり（2007年3月21日、h.m.p）総集編
- 綾瀬しおりマニア4時間 スーパーアイドル BEST（2007年11月21日、ビデオバンク）総集編
- LIP SMILE 綾瀬しおり（2008年6月1日、アイデアポケット）監督：アキナガ
- 6SEX 綾瀬しおり（2008年8月1日、アイデアポケット）
- 若奥様は潮噴きティーチャー 綾瀬しおり（2008年11月1日、アイデアポケット）

綾波優
- 純真 綾波優 完全版（2007年11月16日、メディアステーション）
- 学校で中出ししよッ 綾波優（2008年6月20日、メディアステーション）
- 綾波優です（2008年10月24日、メディアステーション）総集編
- ミリオンでセル初超デジモ 綾波優（2009年1月16日、KMP）
- Maximum 綾波優（2009年2月20日、メディアステーション）総集編
- 綾波優が選ぶ 気持ちよかった BEST SEX 10（2009年6月26日、KMP）総集編

鮎川あみ
- 美乳遊戯（2000年6月26日、h.m.p）
- 鮎川あみ ドキュメント（2000年7月31日、h.m.p）
- コスプレックス 3 鮎川あみ（2002年9月6日、桃太郎映像出版）
- まるごと鮎川あみデラックス（2009年1月19日、桃太郎映像出版）総集編

歩原らいと
- First Impression 歩原らいと（2006年11月1日、アイデアポケット）監督：宇佐美忠則
- 長身保母さん 歩原らいと（2007年8月1日、アイデアポケット）監督：沢庵

安来めぐ
- ノーパン社長秘書 いつでも、どこでも、犯してください（2001年11月30日、h.m.p）
- スウィートリップ（2002年3月29日、KUKI）
- The IDol 安来めぐ（2002年8月23日、KUKI）
- あのアイドルがスーパーリマスターREMIXで甦る [安来めぐ]（2009年1月1日、h.m.p）

伊東怜
- プラトニック・ファック 伊東怜（2002年7月31日、h.m.p）※デビュー作
- 狂った指先… 伊東怜（2003年1月31日、h.m.p）
- 裏 処女宮 伊東怜（2003年11月21日、h.m.p）
- ハーレムクイーン 変態女性経験 伊東怜（2003年12月21日、h.m.p）セルDVD版
- ハーレムクイーン 攻略 伊東怜（2003年12月31日、h.m.p）VHS
- ハーレムクイーン 淫RAY 伊東怜 裏バージョン（2004年1月23日、h.m.p）レンタルDVD版
- Full Volume! 伊東怜[Blue]（2004年1月10日、h.m.p）4作品厳選収録
- ハードSEX 伊東怜Best（2004年11月24日、h.m.p）

いずみ彩
- 初少女 いずみ彩（2007年2月23日、クリスタル映像）
- 爆乳家庭教師 いずみ彩（2007年6月29日、クリスタル映像）

池乃内るり
- むしゃぶり乙女 池乃内るり（1998年9月30日、h.m.p）
- あのアイドルがスーパーリマスターREMIXで甦る [池乃内るり]（2009年2月21日、h.m.p）

糸矢めい
- スーパーアイドル女子校生 糸矢めい 完全版（2006年9月22日、メディアステーション）
- 僕だけのアイドル 女子校生 糸矢めい 完全版（2007年4月20日、KMP）
- めいがたっぷり淫語でイカせてあげる。 糸矢めい（2008年8月16日、マキシング）
- 新任女教師 中出し20連発 糸矢めい シリーズ200本目!!（2009年1月8日、アイエナジー）

一色あずさ
- 悩ましいボイン 一色あずさ（2004年11月30日、h.m.p）
- アンダースコートしか見たくない! 4時間 一色あずさ（2008年2月22日、TMA）

一ノ瀬カレン
- お尻がキュンとエロいの! 一ノ瀬カレン（2005年8月21日、h.m.p）
- 今週、妻が痴女ります 一ノ瀬カレン（2007年5月5日、ワープエンタテインメント）

今井もも
- ももの缶づめ 今井もも（2005年3月31日、VIP / Ribon、《VHS》）（2005年5月3日、VIP / Ribon、レンタルDVD）デビュー作品
- もも色Fカップ天使 今井もも（2005年4月22日、VIP / Ribon、セルDVD）デビュー作品
- ももをギュッとね!! 完全版 今井もも（2005年5月20日、VIP / Ribon、セルDVD）
- いたずらナース 完全版 今井もも（2005年6月24日、VIP / Ribon、セルDVD）
- 恋するピーチ 着せ替えDOLL 今井もも（2005年7月22日、VIP / Ribon、セルDVD）
- ECSTASY SPECIAL 今井もも（2005年11月1日、アイデアポケット）共演：椎名ゆめ

上原カエラ
- HyperIdeaPocket 究極の尻フェチマニアックス 上原カエラ（2009年3月1日、アイデアポケット）
- 美裸体とネットリSEX三昧 上原カエラ（2009年4月1日、アイデアポケット）

上原優実
- 純愛パイ ヒロインのアソコを射止めて! 上原優実（2005年11月21日、h.m.p）
- 精子遊び 上原優実（2006年7月1日、アイデアポケット）
- Candy [strawberry] 上原優実（2006年4月10日、h.m.p）

及川奈央
- First Fuckin Baby 〜柏の森で会いましょう〜 及川奈央（2002年4月15日、MOODYZ）監督：DAICHI
- 女怪盗 女豹2 李朝の秘宝（2002年7月8日、アタッカーズ）監督：芦原海人
- デジタルモザイク Vol.005 及川奈央（2002年10月1日、MOODYZ）監督：りんや
- もしも及川奈央が僕のペットだったら… 完全版（2002年11月20日、ケイ・エム・プロデュース）
- ハイパーデジタルモザイク 及川奈央4時間（2007年1月1日、MOODYZ）
- MOODYZ PERFECT COLLECTION 8時間スペシャル 及川奈央（2009年4月13日、MOODYZ）

小沢菜穂
- 小沢菜穂のコスプレッション（2002年6月28日、トライハート）
- ミリオンプレミアム ミリオンガールズ2005フルスロットル 完全版（2005年8月19日、ケイ・エム・プロデュース）共演：桜朱音、如月カレン
- ハイパーデジタルモザイクVol.043 小沢菜穂（2006年11月1日、MOODYZ）

大橋未久
- 女子校生公然レイプ 教壇の前で犯されて 大橋未久（2008年2月1日、MOODYZ）監督：ベップテツヤ
- 露出 調教 輪姦 大橋未久（2009年1月31日、MOODYZ）監督：桜吹雪

大塚咲
- 隣の人妻 大塚咲（2010年1月13日、溜池ゴロー）
- つけ狙われて… 大塚咲 〜ストーカーの暴欲〜（2010年6月13日、溜池ゴロー）

小川あさ美
- 監禁ボディドールX 序章 小川あさ美（2006年7月25日、マックスエー）
- セル初×ギリギリモザイク ギリギリモザイク 小川あさ美（2006年11月7日、エスワン）
- ギリギリモザイク SEX ON THE BEACH〜南の島でパコパコ! 小川あさ美（2007年1月19日、エスワン）
- ギリギリモザイク 無限絶頂!激イカセFUCK 小川あさ美（2007年9月19日、エスワン）
- ハイパー×ギリモザ パイパンハイパーギリモザ 小川あさ美（2008年6月7日、エスワン）
- カテキョ カワイイ顔してとってもスケベな家庭教師 小川あさ美（2010年2月1日、アイデアポケット）
- 強姦捜査官 真条彩 レイプの傷痕 小川あさ美（2010年5月7日、アタッカーズ）
- 部下の美尻に埋もれたい! 小川あさ美 秘書と社長の歪んだ関係（2010年6月13日、MOODYZ）
- レイプの傷痕 ―忘れられない凌辱―（2011年2月7日、アタッカーズ）
- いいなり奴隷秘書 恥辱の着せ替え人形 小川あさ美（2011年3月7日、アタッカーズ）

乙音奈々
- 毎日セクハラ 快感オフィス 乙音奈々（2006年12月21日、h.m.p）
- 乙音奈々はドMな若奥様（2008年10月16日、マキシング）

乙伊さやか
- 唇からエキス…（2001年7月27日、h.m.p）デビュー作[VHS]
- もだえる乳首はピンク色 乙伊さやか（2001年10月29日、h.m.p）[VHS]
- 初めてをあげる… 乙伊さやか（2002年1月10日、h.m.p）セル[DVD]

乙井なずな
- こんなロリ美少女に中出ししたいっ! 乙井なずな（2009年7月21日、h.m.p）
- ism 乙井なずな Vol.2（2009年10月21日、h.m.p）

薫桜子
- 乳風船 薫桜子（2002年8月31日、KUKI）
- GOGOハレンチ娘 薫桜子（2003年5月24日、クリスタル映像）
- VIP 薫桜子 2nd（2003年6月13日、KUKI）
- 変態志願 薫桜子（2003年7月10日、クリスタル映像）
- 薫桜子 Re-MIX スペシャル 2（2003年9月26日、クリスタル映像）
- 本能 薫桜子（2004年3月26日、TMA）
- 超-巨乳のアングル 薫桜子（2004年6月1日、ワンズファクトリー）
- 極乱［ごくらん］ 薫桜子（2004年7月9日、GLAY'z）
- 妄想コスプレ 101 Icup 薫桜子（2004年7月30日、ゴリラプロジェクト）
- 爆乳コスプレ七変化 薫桜子（2004年8月7日、VIP）
- 薫桜子 完全版（2004年11月1日、ワンズファクトリー）
- KUKIピンクファイル あのピンクファイルで魅せる! 薫桜子（2002年8月31日、KUKI）「NEWFACE24101リットルGIRL」と「乳風船」の2タイトルを完全収録のセルDVD化作品

香澄のあ
- 現役国立女子大生 香澄のあ Gカップ家庭教師（2011年4月22日 マックス・エー）

かすみりさ
- NO.1STYLE×ギリギリモザイク バコバコ乱交 かすみりさ（2008年1月19日、エスワン）AV男優黒田将稔との3P
- NO.1STYLE×ギリギリモザイク 無限絶頂!激イカセFUCK かすみりさ（2008年3月19日、エスワン）

かすみ果穂
- 妹は女子校生 かすみ果穂（2005年5月4日、SODクリエイト）
- AV 七瀬恋 かすみ果穂（2005年12月4日、イフリート）
- 新任教師 涙の生中出し輪姦レイプ かすみ果穂（2006年6月8日、SODクリエイト）
- 女子校生 中出し20連発 かすみ果穂（2008年3月6日、アイエナジー）
- 犯られまくる淫乱ドM女教師 かすみ果穂（2008年7月16日、マキシング）
- オヤジ◆Love Song かすみ果穂（2008年9月16日、マキシング）
- かすみ果穂スペシャル 完全永久保存版（2008年11月6日、アイエナジー）
- 私を女として見てください 熟れる人妻の肉壷慕情 かすみ果穂（2010年11月1日、アイデアポケット）
- 汗だくSEX かすみ果穂（2011年1月1日、アイデアポケット）
- 旅先なら人目を気にせずキスできる
- 引退！そして解禁！FINALアナルFUCKデビュー11周年！スペシャルゲスト達も参戦！！ごっくんあり！ぶっかけあり！アナルSEXあり！（2016年4月19日、アイデアポケット）共演：沢庵、田淵正浩、吉村卓、希崎ジェシカ、天海つばさ、初音みのり、桜木凛、マッコイ斉藤

金沢文子
- NEO出血大制服 51 金沢文子（1999年5月25日、アトラス21）
- ザ・カゲキ 金沢文子（2000年2月21日、h.m.p）
- インタラクティブ ザ・カゲキ3 金沢文子（2000年3月21日、h.m.p）
- あのアイドルがスーパーリマスターREMIXで甦る [金沢文子]（2009年2月21日、h.m.p）

叶樹梨
- 24時間、穴の奥まで舐めてやる 叶樹梨（2006年3月25日、h.m.p）
- Candy [peach] 叶樹梨（2006年8月10日、h.m.p）
- 狂いヌキピストン☆美脚レースクイーン 叶樹梨（2006年9月25日、h.m.p）
- Candy [melon] 叶樹梨（2007年3月10日、h.m.p）

風間ゆみ
- こちらマドンナ独身寮・ただいま満室 巨乳寮母がチンポのお世話もいたします! 風間ゆみ（2007年12月25日、マドンナ）
- 美熟女ソープ壺姫御殿 風間ゆみ（2008年1月25日、マドンナ）
- アパートの人妻 風間ゆみ（2009年9月13日、溜池ゴロー）
- 夫に騙された貞淑妻 風間ゆみ（2010年6月13日、溜池ゴロー）

神谷沙織
- 濡肌ロマンス（2002年4月23日、h.m.p）
- レイプ! 花のお天気お姉さん 5（2002年5月31日、h.m.p）
- はじめてのえっち 神谷沙織（2002年9月24日、アリスJAPAN）
- ミリオンスペシャル ベストフレンド 完全版（2003年2月20日、KMP）
- 神谷沙織 4時間（2003年3月20日、KMP）
- Full Volume! 神谷沙織[Blue]（2003年2月21日、h.m.p）
- NEW BEST SELECTION Volume I（2003年2月21日、h.m.p）出演者：神谷沙織、森高千春、安倍なつき、深芳野、真樹さくら、桜ことみ
- VERY BEST OF 神谷沙織 完全版（2003年11月28日、KMP）
- 完全なるイカセ4時間 神谷沙織（2003年6月19日、KMP）
- あのアイドルがスーパークリア新基準モザイクで甦る [神谷沙織]（2007年8月10日、h.m.p）
- アリスピンクファイル あのピンクファイルで魅せる! 神谷沙織（2008年4月11日、アリスJAPAN）
- 不朽の名作!ミリオンスペシャル ベストフレンド 完全版（2008年7月25日、KMP）
- 不朽の名作!神谷沙織 4時間（2008年7月25日、KMP）

果梨
- ナンバーワンスタイル×ギリギリモザイク 現役アイドル ギリギリモザイク 果梨（2006年9月7日、エスワン）監督：秋秀人
- ナンバーワンスタイル×ギリギリモザイク 絶頂!イキまくり潮吹きFUCK 果梨（2007年6月7日、エスワン）監督：秋秀人

加藤なつみ
- 私を大人にして下さい。 加藤なつみ（2009年10月25日、アイデアポケット）
- 制服美少女と性交 加藤なつみ（2010年3月5日、ドリームチケット）

片瀬まこ
- キャンペーンガール 片瀬まこ（2006年2月10日、メディアステーション ）
- DIGITAL CHANNEL 片瀬まこ（2008年1月1日、アイデアポケット）監督：つぶやきジロー

可愛あずさ
- 欲望アヴァンギャルド 可愛あずさ（1999年9月20日、アトラス21）
- 女尻 可愛あずさ（1999年12月21日、アリスJAPAN）
- Body Shop 可愛あずさ（2000年1月20日、アトラス21）
- AVアイドル伝説 可愛あずさ（2000年7月14日、アトラス21）

河合あすな
- 天然成分由来 河合あすな汁120％ 50 頭の先から爪先まで体液まみれ (2018年5月25日、プレステージ)
- 新・絶対的美少女、お貸しします。 83 河合あすな（AV女優）20歳。(2018年6月29日、プレステージ)
- 絶対的下から目線 おもてなし庵 神乳小町 河合あすな 13 全てはお客様のために。超絶美女が徹底的に尽くします。(2018年12月28日)

菅野亜梨沙
- 亜梨沙の性欲 〜転校生はバイセクシャル痴女〜 菅野亜梨沙（2005年2月17日、SODクリエイト）
- 露出中出し20連発 菅野亜梨沙（2006年8月4日、アイエナジー）
- （菅野亜梨沙）中出し100連発コレクション（2006年12月21日、アイエナジー）

菊原まどか
- 奥様欲情日記 ダメッ主人が居るのよ やらしい音が聞こえちゃう でも腰動かすから、ほらおツユが…（2005年5月21日、アテナ映像）出演者：菊原まどか、日向ゆみ、小田桐翔子、愛野ののか
- FACE 87 菊原まどか（2005年9月15日、アウダースジャパン）

妃悠愛
- 白衣の天使と性交 妃悠愛（2009年10月15日、ドリームチケット）
- 違法撮影 Target 01 ゆあ（2009年12月18日、アテナ映像）
- 肉体奉仕 妃悠愛（2010年3月4日、タカラ映像）
- 溢れだす人妻の泉 〜おもらし特命捜査官・悠愛〜 妃悠愛（2010年8月7日、Fitch）

喜田嶋りお
- チューチューエロかいな 喜田嶋りお（2004年7月28日、h.m.p）VHS
- しゅわしゅわシャワーでSAY HELLO!（2004年7月28日、h.m.p）レンタルDVD
- 潮ふき◆夢見ごこち 喜田嶋りお（2004年9月26日、h.m.p）レンタルDVD
- 喜田嶋りお BEST HIT FUCK［Virgin（2005年3月25日、h.m.p）レンタルDVD
- あのアイドルがスーパーリマスターREMIXで甦る [喜田嶋りお]（2007年12月21日、h.m.p）

希志あいの
- 淫語のくちづけ 〜おしゃべり愛撫に下品なベロキス〜 希志あいの（2010年8月7日、エスワン）
- カテキョ カワイイ顔してとってもスケベな家庭教師 希志あいの（2010年9月1日、アイデアポケット）

木下柚花
- 新人 木下柚花（2009年11月16日、マキシング）
- 柚花がたっぷり淫語でイカせてあげる。 木下柚花（2010年4月16日、マキシング）

京野明日香
- First Impression 京野明日香（2007年1月1日、アイデアポケット）監督：宇佐美忠則
- ANGEL HIGH SCHOOL 京野明日香（2007年3月1日、アイデアポケット）監督：沢庵

希崎ジェシカ
- ジェシカ先生の誘惑授業 希崎ジェシカ（2009年3月1日、アイデアポケット）監督：キョウセイ
- 若奥様はフェラまくり! 希崎ジェシカ（2009年11月1日、アイデアポケット）
- 彼氏の前で犯されたワタシ… 希崎ジェシカ（2010年12月1日、アイデアポケット）
- ポニーテールとジェシー 希崎ジェシカ（2011年1月1日、アイデアポケット）

如月カレン
- ミリオンプレミアム ミリオンガールズ2005フルスロットル 完全版（2005年8月19日、ケイ・エム・プロデュース）共演：小沢菜穂、桜朱音
- 義姉レイプ 〜愛する夫の目の前で犯されて〜 如月カレン（2007年9月7日、プレミアム）監督：ケーシー武田
- 如月カレン6本番スペシャル×プレミアデジタルモザイク（2007年12月7日、プレミアム）
- 美人女教師レイプ 〜生徒の目の前で、教室内で犯されて〜 如月カレン（2008年8月7日、プレミアム）監督：ケーシー武田
- 淫・女尻 如月カレン（2009年9月7日、プレミアム）監督：K.C.武田
- 一妻多夫 〜私はマザコン・S男・傲慢男の共有妻〜 如月カレン（2010年3月1日、MOODYZ）監督：cobo

黒沢愛
- 黒沢愛 黒愛（2002年1月31日、VIP、[VHS]）（2002年2月22日、VIP、セルDVD、レンタルDVD）

栗林里莉
- めざましFUCK ボクの彼女はアナウンサー 栗林里莉（2009年4月1日、アイデアポケット）監督：沢庵
- HyperIdeaPocket 究極の尻フェチマニアックス 栗林里莉（2010年4月1日、アイデアポケット）AV男優、しみけんとの3P：監督：オシリハカセ

熊田夏樹（岬リサ）
- Pretty Kiss 熊田夏樹（2006年5月26日、メディアステーション）
- あぶない!夏樹先生 熊田夏樹 完全版（2006年8月18日、メディアステーション）
- 猥褻MAX 熊田夏樹 完全版（2006年9月29日、メディアステーション）
- ベストセレクション 熊田夏樹 完全版（2006年10月27日、メディアステーション）
- Max Cafeへようこそ! 熊田夏樹（2006年12月22日、マックスエー）
- リサ先生の誘惑授業 岬リサ（2008年7月1日、アイデアポケット）
- 美人秘書 奪われた微笑み 岬リサ×鈴木杏里（2009年5月7日、アタッカーズ）

黒川きらら
- メゾン・ド・きらら 尻狂い 黒川きらら（2009年9月11日、KUKI）
- デビュー1周年記念!黒川きららが選ぶエロぃカウントダウンBEST12（2010年1月22日、KUKI）

光咲玲奈
- 光咲玲奈 FLASHING LOVE（2003年5月30日、アトラス21）
- 光咲玲奈 GORGEOUS FUCKER（2003年6月27日、アトラス21）
- 光咲玲奈FREAK（2003年8月15日、アトラス21）「FLASHING LOVE」、「GORGEOUS FUCKER」のセルDVD化作品

小坂めぐる
- 家庭教師は爆乳メイド 小坂めぐる（2007年12月7日、クリスタル映像）
- 爆乳カフェ 小坂めぐる（2008年10月15日、ワープエンタテインメント）

光月夜也
- NEO出血大制服 34 光月夜也（1997年8月25日、アトラス21）
- 淫口 光月夜也（1999年10月26日、マックス・エー）
- 終止符 光月夜也（1999年11月30日、マックス・エー）
- KUKIピンクファイル あのピンクファイルで魅せる! 光月夜也（2008年10月10日、KUKI）
- 黄金伝説 光月夜也の原点（2009年2月27日、マックス・エー）
- 光月夜也がいきなりフェラ、すぐSEX。（2009年9月11日、マックス・エー）
- 夫の目の前で犯されて- 義弟の暴走 光月夜也（2010年3月7日、アタッカーズ）

倖田梨紗
- どうなる!？ハプニングFUCK◆大作戦 倖田梨紗（2005年9月10日、h.m.p）
- 愛撫でるワイセツ… 倖田梨紗（2005年12月10日、h.m.p）
- ワォ!TVで梨紗がハメてるぅ!! 倖田梨紗（2006年4月10日、h.m.p）
- 押忍!ゴリサでFUCKペロリナイト 倖田梨紗（2006年8月10日、h.m.p）
- 妹ドスケベ言葉責め 倖田梨紗（2006年10月10日、h.m.p）
- 野外萌え!見られて燃えたい! 倖田梨紗（2007年2月10日、h.m.p）
- セレブお嬢様『パンツをお脱ぎ!』 倖田梨紗（2007年3月10日、h.m.p）
- Candy [raspberry] 倖田梨紗（2007年7月21日、h.m.p）

香坂杏奈
- 秘密の巨乳ちゃんサービス 香坂杏奈（2007年2月25日、h.m.p）
- DOUBLE☆Gcup 香坂杏奈 真田春香（2007年9月25日、h.m.p）

香坂百合
- 制服えっち 香坂百合（2006年11月24日、TMA）
- 女子校生監禁凌辱 鬼畜輪姦84（2008年9月7日、アタッカーズ）

古都ひかる
- 恋プリ。いろんなコト、してみたい 古都ひかる（2003年12月31日、h.m.p）
- Dj 古都ひかるのリクエストHパラダイス（2004年4月21日、セルDVD）（2004年4月30日、[VHS]）（2004年5月7日、レンタルDVD）（h.m.p）
- coto comic 古都ひかる（2004年5月21日、h.m.p）
- コト萌えマガジン 古都ひかる （2004年5月31日、h.m.p）
- 古都ひかる BEST SEX［コスプレ編］（2004年12月28日、h.m.p）
- 古都ひかる メモリアルBEST（2005年8月31日、h.m.p）
- あのアイドルが新基準モザイクで甦る 古都ひかる（2006年8月21日、h.m.p）
- あのアイドルがスーパークリア新基準モザイクで甦る ［古都ひかる］前編（2007年3月25日、h.m.p）
- あのアイドルがスーパークリア新基準モザイクで甦る 古都ひかる 後編（2007年4月25日、h.m.p）

小室友里
- 小室友里,真木いづみ/ザ・カゲキ 魔性の館へいらっしゃい（1997年12月10日、h.m.p）
- AVアイドル伝説 小室友里（1998年5月25日、アトラス21）
- あぶない放課後 新、女教師スペシャル 小室友里（1998年9月21日、V&Rプランニング）
- 小室友里 HISTORY（2006年5月26日、アトラス21）『AVアイドル伝説』『NEO出血大制服』『ザ・連続淫行』をノーカット収録

小林あやか
- ZERO 素人以上、女優未満。 15（2009年5月2日、プレステージ）
- 夫のいない間に迫られて -留守中に寝取られた私- 小林あやか（2010年4月1日、MOODYZ）

恋野恋
- 強制インモラル わたしにドロドロの欲望をぶっかけて…!! 恋野恋（2005年11月26日、メディアステーション ）
- DUET 恋野恋＆森村はるか（2005年12月24日、メディアステーション ）
- メイド姉妹 恋野恋 江口美貴（2006年4月28日、TMA）
- 初セル 恋野恋（2006年6月13日、MOODYZ）監督：伊基公袁

琴乃
- 芸能人 琴乃 初・体・験 完全240分 10解禁スペシャル（2007年5月3日、SODクリエイト）
- 芸能人 琴乃 失禁するほど…。（2008年2月7日、SODクリエイト）監督：［Jo］Style
- 芸能人 琴乃 奥様は女子校生（2008年3月6日、SODクリエイト）
- 芸能人 琴乃 学園パラダイス（2008年7月4日、SODクリエイト）監督：*Seki*La*La

今野梨乃
- DIGITAL CHANNEL 今野梨乃（2007年2月1日、アイデアポケット）監督：つぶやきジロー
- オトナの為の性教育 今野梨乃（2007年3月1日、アイデアポケット）監督：沢庵
- パイパンと中出しとワタシ 今野梨乃（2007年7月1日、アイデアポケット）

後藤まみ
- とってもLOVELY（2000年5月30日、アトラス）
- 淫・マイ・ライフ（2000年7月21日、アトラス21）

早乙女ルイ
- 若妻はアナル快楽に目覚めた… 早乙女ルイ（2010年2月7日、アタッカーズ）監督：りんや
- 制服少女の接吻 早乙女ルイ（2010年6月1日、ワンズファクトリー）監督：SARJI

榊ありな
- 夢一夜 榊ありな（1997年3月30日、アトラス21）
- クラスメイトは若奥様 榊ありな（1997年5月25日、アトラス21）

坂井優羽
- 坂井優羽 にゃんにゃん ど痴女ちゃん（2009年5月21日、h.m.p）
- 恋人REC 坂井優羽（2009年6月21日、h.m.p）
- ism 坂井優羽 Vol.2（2009年10月21日、h.m.p）

坂本愛海
- ロリ巨乳ナース あいみ（2008年1月4日、グレイズ）
- 制服H 坂本愛海（2008年4月1日、ワンズファクトリー）
- Gカップボイン素人ナマ中出し あい（2008年7月19日、胸キュン喫茶）

桜木凛
- Mルームサービス 桜木凛（2008年4月25日、KUKI）
- 家庭教師は女子大生 桜木凛（2009年7月7日、プレミアム）

桜あやめ
- エロGALナース 桜あやめ（2009年6月1日、アイデアポケット）
- 美乳GAL女子校生 桜あやめ（2009年7月1日、アイデアポケット）
- 桜ドロップス 桜あやめ（2010年1月1日、アイデアポケット）

佐々木リエ
- 恋風 佐々木リエ（2004年3月31日、h.m.p）
- 愛液がとまらない 佐々木リエ（2004年6月21日、h.m.p、セルDVD）
- もっとイジイジして…愛液がと・ま・ら・な・い 佐々木リエ（2004年6月23日、h.m.p、レンタルDVD）

沢本あすか
- あのお騒がせタレントが衝撃デビュー そして即引退! 沢本あすか（2010年4月1日、アイデアポケット）
- 潜入捜査官 沢本あすか 凌辱レスキューミッション（2011年4月7日、アタッカーズ）

桜ことみ
- あぶない放課後… 桜ことみ（2001年7月22日、h.m.p）VHS
- エッチな妖精 桃肌コスプレよりどりことみ 桜ことみ（2002年2月21日、h.m.p）桜ことみ引退記念SEXの、セルDVD版作品
- 桜ことみ引退記念SEX コスプレ卒業式 桜ことみ（2002年3月27日、h.m.p）VHS

さくら紗希
- ギリギリモザイク 学校でセックスしよっ さくら紗希（2006年4月7日、エスワン）監督：秋秀人
- 激イカセ失神FUCK! さくら紗希（2007年5月13日、MOODYZ）監督：コハク碧

桜井梨花
- Hにラヴ2☆最淫テクニック 桜井梨花（2005年11月25日、h.m.p）
- 名器ですっぱヌキ! 突撃SEXレポーター 桜井梨花（2006年2月25日、h.m.p）
- 変態っぽいとこ見せつけ! 桜井梨花（2006年7月25日、h.m.p）監督：Kei.i
- 初セル 桜井梨花（2006年10月13日、MOODYZ）監督：宇佐美忠則

佐藤るり
- Cover Girl 佐藤るり/ZOOM 佐藤るり(2004年12月31日【VHS】/2005年1月25日【レンタルDVD】/2005年1月28日【セルDVD】、VIP)
- 裏煩（RIBON） HARD 佐藤るり（2005年3月18日、VIP）
- 佐藤るり Gカップ風俗SPECIAL（2005年4月22日、VIP）
- 佐藤るりは思いつきでSEXをする。 完全版（2005年5月27日、VIP）

さとうはるな
- IP HIGH SCHOOL さとうはるな（2007年6月1日、アイデアポケット）
- DIGITAL CHANNEL さとうはるな（2007年10月1日、アイデアポケット）

里美ゆりあ（小泉彩）
- キャバクラ嬢バーチャルLIFE＆SEX 小泉彩（2004年12月15日、MOODYZ）監督：らくだ
- 超最高級性感 中出し20連発 小泉彩（2006年8月4日、アイエナジー）監督：松原八雲
- やっぱり制服OLが好き! 里美ゆりあ（2009年3月25日、美）監督：K*WEST
- 夫に売られた奴隷人妻 里美ゆりあ（2011年2月13日、MOODYZ）
- 里美ゆりあの濃厚な接吻とSEX（2011年4月1日、アイデアポケット）
- DIGITAL CHANNEL 里美ゆりあ（2011年5月1日、アイデアポケット）監督：つぶやきジロー

桜朱音
- カワイイコスプレ 桜朱音（2005年2月18日、ケイ・エム・プロデュース）
- ミリオンプレミアム ミリオンガールズ2005フルスロットル 完全版（2005年8月19日、ケイ・エム・プロデュース）共演:小沢菜穂、如月カレン

さとう和香
- 絶叫潮吹きHcupデビュー!（2006年3月13日、MOODYZ）
- 完全ガチガチ×ドキュメント!!（2007年4月15日、ワープエンタテインメント）出演者：さとう和香、MIMI、松野ゆい、辻あずき、相楽杏、AYA（福永あや）

真田春香
- コスプレ召使い 真田春香（2007年2月23日、クリスタル映像）
- DOUBLE☆Gcup 香坂杏奈 真田春香（2007年9月25日、kira☆kira）

佐山愛
- 告白 佐山愛（2007年8月31日、アリスJAPAN）
- お仕置き輪姦 佐山愛（2007年10月26日、アリスJAPAN）
- アリスピンクファイル あのピンクファイルで魅せる! 佐山愛（2008年11月14日、アリスJAPAN）
- ギリモザ ものすごい顔射 佐山愛（2008年11月19日、S1）
- メリクリ!乳クリ!巨乳サンタ 佐山愛with蜜井とわ（2008年12月16日、マキシング）
- ムーディーズ創立10周年記念 ムーディーズ×アタッカーズ・コラボ企画 夫の目の前で犯されて- 10周年記念の若妻 佐山愛（2011年2月1日、MOODYZ）

沢口あすか
- SOD-racing gals レイプ 〜闇に潜むストーカーの群れ〜 沢口あすか（2003年3月20日、SODクリエイト）
- 沢口あすかと学校でしようよ!（2003年8月22日、グレイズ）
- 「強淫凌辱1」 沢口あすか（2枚組）（2003年9月19日、プレステージ）
- 沢口あすかとしようよ 4時間（2004年3月5日、グレイズ）

SAORI
- もしも現役RQがナースだったら… 土屋かなこ（明佐奈）（2008年5月1日、アイデアポケット）監督：沢庵 、共演：SAORI
- もしも現役RQが女子校生だったら… SAORI（2008年5月1日、アイデアポケット）監督：沢庵 、共演：明佐奈（土屋かなこ）
- 6SEX SAORI（2008年7月1日、アイデアポケット）

しいないおり
- ギリギリモザイク ネットリ濃厚セックス しいないおり（2006年7月7日、エスワン）
- ギリギリモザイク いおりは隣の若奥様 しいないおり（2006年11月7日、エスワン）

椎名みくる
- 初中出し援交デート 椎名みくる（2010年7月22日、SODクリエイト）

椎名ひかる
- 恥ずかしがる乳首。 椎名ひかる（2010年6月16日、マキシング）
- 小悪魔美少女のエロ責め。 椎名ひかる（2010年9月16日、マキシング）
- 風俗ちゃんねる 24 椎名ひかる（2011年2月16日、マキシング）

篠原杏
- 妹のガマンみるく 潮吹きもアヘ声も絶対禁止でセックス 篠原杏（2011年2月4日、h.m.p）
- 無理矢理インッ 妹、犯される。 篠原杏（2011年5月6日、h.m.p）

雫パイン
- 美女とキモメン ぶっかけ乱交ザーメン暴力 雫パイン（2010年5月21日、h.m.p）
- エロGAL×PINE 雫パイン（2010年7月16日、マキシング）

澪
- 全裸の教室 澪（2010年3月5日、ワープエンタテインメント）
- 泣いてる君は、美しい 澪（2010年6月5日、ワープエンタテインメント）

進藤玲菜
- THE 出血大制服 進藤玲菜・2（2004年1月16日、アトラス21）
- 淫美麗 〜INBIREI〜 進藤玲菜（2004年12月27日、アトラス21）

椎名ゆめ
- 夢の中へ… 椎名ゆめ（2004年10月26日、マックスエー）
- DIGITAL CHANNEL 椎名ゆめ（2005年8月3日、アイデアポケット）
- ECSTASY SPECIAL 今井もも（2005年11月1日、アイデアポケット）

白咲舞
- 美女とキモメン ド変態調教! 白咲舞（2010年1月21日、h.m.p）
- お届け、ヤリマン娘。マイちゃん 21歳（2010年7月16日、S級素人）

涼果りん
- 薔薇のかほり セピア色Fカップ 涼果りん（2004年1月21日、h.m.p）セルDVD版
- 変態リップ 狂ったクチビル 涼果りん（2004年3月21日、h.m.p）セルDVD版
- エロチカヒーリング 涼果りん（2004年5月21日、h.m.p）セルDVD版
- Stage 涼果りん（2004年7月10日、h.m.p）セルDVD版
- MAXα 涼果りん（2004年11月21日、h.m.p）セルDVD版
- ギリギリモザイク SEX ON THE BEACH〜南の島でパコパコ! 涼果りん（2005年6月7日、S1）
- ハイパーデジタルモザイクVol.006 涼果りん（2005年11月13日、MOODYZ）
- 涼果りん4時間（2006年9月13日、MOODYZ）

純名もも
- ギリギリモザイク 絶頂!イキまくり潮吹きFUCK 純名もも（2006年11月7日、S1）監督：森川圭
- 背徳のアナル肛虐性交 純名もも（2008年1月7日、アタッカーズ）監督：りんや

すばる
- 「First◆Love」 〜出逢い〜 すばる（2003年6月27日、メディアステーション）
- デジタルモザイク Vol.032 すばる（2004年3月15日、MOODYZ）

杉崎夏希
- 新任女教師 夏希先生 杉崎夏希（2007年7月1日、アイデアポケット）監督：沢庵
- アイドル保母さん 杉崎夏希（2007年10月1日、アイデアポケット）監督：沢庵
- 杉崎夏希スペシャル（2008年1月1日、アイデアポケット）監督：沢庵
- 杉崎夏希 究極モザイク8時間スペシャル（2008年7月1日、アイデアポケット）

千堂ゆりあ
- 誘惑美人OL 千堂ゆりあ（2007年8月1日、アイデアポケット）監督：沢庵
- 6SEX HIGH SCHOOL 千堂ゆりあ（2007年10月1日、アイデアポケット）監督：アキナガ

園原りか
- ギリギリモザイク ネットリ濃厚セックス 園原りか（2006年11月7日、エスワン）
- ギリギリモザイク バコバコ乱交23 園原りか（2007年2月7日、エスワン）

高千穂すず
- 高千穂神話(2019年3月15日、

エスワン ナンバーワンスタイル)
辰巳ゆい
- 極上オイルボディ 辰巳ゆい（2008年6月13日、アリスJAPAN）
- 初イカせ! 超極限絶頂! 辰巳ゆい（2008年7月11日、アリスJAPAN）
- 女教師凌辱教室 辰巳ゆい（2011年3月25日、アリスJAPAN）

高瀬七海
- 輪姦生中出し20連発 高瀬七海（2007年11月1日、ワンズファクトリー）
- ギャル 中出し20連発 高瀬七海（2008年2月7日、アイエナジー）
- デリバリ◆巨乳ママ 高瀬七海（2008年3月15日、ワープエンタテインメント）
- 高瀬七海スペシャル 完全永久保存版（2008年8月7日、アイエナジー）

高城梨沙（楓ひみつ）
- BOING.105 Jcup 高城梨沙 04（2007年11月5日、ドリームチケット）
- 爆乳カフェ 高城梨沙（2007年11月15日、ワープエンタテインメント）
- 究極乳女 爆乳現役東○生 楓ひみつ（2008年2月1日、アイデアポケット）

高岡紗英
- マシュマロおっぱいkawaii*デビュー!! 高岡紗英（2008年1月25日、kawaii*）
- らき☆ちゅた ☆4時間SPECIAL!!☆（2008年3月13日、MOODYZ）共演：愛里ひな、君野ゆめ、香坂百合

橘れもん
- ドリシャッ!! 橘れもん（2007年12月5日、ワープエンタテインメント）
- 痴漢in東京 橘れもん（2008年3月5日、ワープエンタテインメント）

橘ひな
- おっぱい 〜ナース虐め〜 橘ひな 桃咲まなみ（2008年8月7日、桃太郎映像出版）
- Hカップボイン素人ナマ中出し いずみ（2009年2月19日、胸キュン喫茶）
- 再会記念に助平な元カノと受精セックス いずみ（2010年10月19日、胸キュン喫茶）

つぼみ
- ギリギリモザイク ネットリ濃厚セックス つぼみ（2006年5月7日、エスワン ）監督：森川圭
- DAISY17 ツボミ（2008年2月22日、プレステージ）
- ハメ★チェキ! 萌えJK中出しイジリ つぼみ（2008年4月21日、h.m.p）監督： Kei.i
- つぼみ大全集（2009年3月21日、h.m.p）
- つぼみの働くヲジサン男優オーディション つぼみ（2010年1月15日、ワープエンタテインメント ）監督：五右衛門
- 裸の幼な妻 つぼみ（2010年11月7日、マドンナ）監督：伊基公袁
- 白衣の天使と性交 つぼみ（2010年12月15日、ドリームチケット）

月野はるか
- ドレスアップ 月野はるか（2003年7月27日、KUKI）
- ノーカット!! 月野はるか（2003年8月29日、KUKI）
- 南極2号 月野はるか（2003年11月20日、KUKI）
- 極 本番 月野はるか（2004年5月21日、グレイズ）
- プリマドンナ 月野はるか（2004年7月23日、グレイズ）
- KUKIピンクファイル あのピンクファイルで魅せる! 月野はるか（2009年5月22日、KUKI）

当真ゆき
- ギリギリモザイク バコバコ乱交4 当真ゆき（2006年5月7日、エスワン ）
- ギリギリモザイク 無限バコバコ8 当真ゆき（2006年8月19日、エスワン ）
- 絶頂地獄 当真ゆき（2006年9月13日、MOODYZ）

とこな由羽
- S級女優をつくろう!3 ファンのムチャ振り投稿企画!絶対断れない強制淫行! とこな由羽（2010年9月19日、エスワン）監督：ザック荒井
- 精飲する咽喉と肉体 とこな由羽（2010年12月19日、エスワン）監督：K.C.武田

夏目ナナ
- 夏目ナナのTVじゃ見れない超エッチレポート（2004年4月13日、SODクリエイト）
- 夏目ナナ崩壊!!!! 限界アクメ完全絶頂（2007年6月21日、SODクリエイト）

長瀬愛
- 長瀬あいと学校でしようよ!（2001年6月22日、グレイズ）
- 女子大生 禁忌の生贄 〜近親輪姦レイプ〜 長瀬愛（2002年9月6日、SODクリエイト）

中沢いずみ
～保健教諭 紀子～女教師 白衣虐待
（1999年3月10日、アタッカーズ）
長澤つぐみ
- 痴漢地獄 長澤つぐみ（2006年4月6日、SODクリエイト）
- 激エロ美少女×裏とSEX 長澤つぐみ（2007年5月4日、SODクリエイト）

長澤あずさ
- ギリモザ 6つのコスチュームでパコパコ! 長澤あずさ（2009年2月19日、エスワン）監督：秋秀人
- 全てが終わってしまうから… 新任ピアノ教師・終わりなき旋律 長澤あずさ（2009年12月7日、アタッカーズ）
- 狙われた妻 長澤あずさ（2010年12月2日、タカラ映像）
- 悩殺★ボイン Icup105cm女子大生 アパート沢尻のあずさ20歳（2011年5月7日、桃太郎映像出版）

渚
- 学校でセックchu☆ 渚（2008年3月25日、kawaii）
- 絶叫イカセMAX! 渚（2008年4月25日、kawaii）

灘ジュン
- 灘ジュンのCosplasshion（2002年11月22日、トライハート）
- あのアイドルがスーパーリマスターREMIXで甦る [灘ジュン]（2009年4月21日、h.m.p）

灘坂舞
- 乳恋リアルおっぱい ハミ乳家庭教師編 灘坂舞（2007年10月16日、マキシング）監督：沢庵
- 挑発Jカップ 責めまくりFUCK 灘坂舞（2007年11月9日、マックスエー）監督：岩崎たくみ

夏川ローサ
- 美脚痴女「スリルがほしーの」 夏川ローサ（2007年5月25日、h.m.p）
- 若奥様☆萌えて痴女になる! 夏川ローサ（2007年7月25日、h.m.p）
- 痴女教師の誘惑オナニー 夏川ローサ（2007年9月25日、h.m.p）
- 夏川ローサ大全集 1（2007年10月10日、h.m.p）総集編
- 夏川ローサ大全集 2（2008年1月21日、h.m.p）総集編

夏咲まりみ
- まりみは可愛いボクのペット（2009年3月13日、マックスエー）
- School days 夏咲まりみ（2009年4月10日、マックスエー）
- 新米女教師まりみ先生! 夏咲まりみ（2010年2月1日、アイデアポケット）

七瀬ゆうり
- GAL逆ナンパ 七瀬ゆうり（2007年9月1日、アイデアポケット）
- 援交 転校生 七瀬ゆうり（2009年1月9日、アップス）

なのかひより(愛斗ゆうき)
- ゆうきの14400秒あげる 愛斗ゆうき （2009年6月25日、kawaii*）監督：cobo
- 制服少女の接吻 なのかひより (2010年3月1日、ワンズファクトリー)

鳴海すず
- 新人×ギリギリモザイク 新人ギリギリモザイク 鳴海すず（2006年4月7日、エスワン）監督：坂本優二
- ギリギリモザイク ギリギリモザイク6本番 鳴海すず（2006年7月7日、エスワン）監督：森川圭
- ハイパーギリモザ8時間 鳴海すず（2008年7月19日、エスワン）

並木優
- 優がやさしく痴女してあげる 並木優（2008年8月22日、KUKI）監督：キョウセイ
- 姫とメイド 並木優（2008年12月26日、KUKI）
- デビュー1周年記念!並木優が選ぶエロぃカウントダウンBEST12（2009年4月24日、KUKI）
- 時間が止まるスイッチ 並木優（2009年12月11日、KUKI）監督：亜ナル門

成瀬心美
- 就職活動 成瀬心美（2009年12月25日、メディアステーション）
- ネ申AV!国民的アイドルグループのマネージャーになった僕。 〜アイドルだってSEXするぜ!裸の推しメンに会いたかった!!〜（2010年9月9日、ディープス）
- 成瀬心美の飼い方 「オヤジのオモチャにされちゃった…」（2011年4月1日、h.m.p）

南波杏
- Sex On The Beach 5 南波杏（2004年3月1日、MOODYZ）
- 美女とブ男 2 南波杏（2005年5月13日、MOODYZ）
- 拷問くらぶ 南波杏（2006年12月13日、MOODYZ）
- DIGITAL CHANNEL 南波杏（2008年2月1日、アイデアポケット）
- 夫の目の前で犯されて- 貞淑妻の壊されたアナル 南波杏（2008年2月7日、アタッカーズ）

西田美沙
- 桃乳姫 西田美沙（2001年11月30日、h.m.p）
- Full Volume! 西田美沙[Blue]（2003年3月21日、h.m.p）

仁科百華
- 無言で始まる贅沢おっぱい熱中SEX 仁科百華（2011年3月19日、OPPAI）
- 爆乳キス魔少女 仁科百華（2011年4月19日、ドグマ）
- キチクリンカン98（2011年6月7日、アタッカーズ）

西野翔
- 体温 西野翔（2005年2月20日、KUKI）
- 君を犯したい 西野翔（2005年7月7日、アイエナジー）
- ギリギリモザイク エロい女の絶叫FUCK 西野翔（2007年1月7日、エスワン）監督：黒澤あらら
- 女教師 レイプ 輪姦 西野翔（2008年3月1日、MOODYZ）監督：HiroA

二宮沙樹
- ヌキヌキ ホスピタル 二宮沙樹（2006年3月24日、メディアステーション）
- スーパーモザイク凌辱レイプ 二宮沙樹（2006年12月7日、桃太郎映像出版）監督：神山最道
- 連続絶頂イカせまくり地獄 スーパーモザイク 二宮沙樹（2007年2月7日、桃太郎映像出版）
- DIGITAL CHANNEL 二宮沙樹（2007年12月1日、アイデアポケット）監督：黒澤あらら、つぶやきジロー
- 沙樹のハレンチ学園。 制服のままエッチ! 二宮沙樹（2008年1月7日、プレミアム）監督：宇佐美忠則
- 二宮沙樹6本番スペシャル×ハイパープレミアデジタルモザイク（2008年4月7日、プレミアム）
- さきくり。 〜沙樹のハレンチクリニック〜 二宮沙樹（2008年5月7日、プレミアム）
- デジタルモザイクで甦る 凌辱レイプ 二宮沙樹（2008年6月19日、桃太郎映像出版）監督：神山最道
- メガネっ娘、沙樹。 二宮沙樹（2008年7月7日、プレミアム）監督：宇佐美忠則
- 沙樹のハレンチ・アナウンサー 二宮沙樹（2008年9月7日、プレミアム）監督：宇佐美忠則
- デジタルモザイク 連続絶頂イカせまくり地獄 二宮沙樹（2008年9月19日、桃太郎映像出版）監督：宇佐美忠則
- 沙樹のおねだり若奥様 二宮沙樹（2008年10月7日、プレミアム）監督：宇佐美忠則
- 凌辱オナペット女子校生 二宮沙樹（2009年1月7日、プレミアム）監督：宇佐美忠則
- 沙樹のノーパン女子アナ。 二宮沙樹（2009年6月7日、プレミアム）
- 二宮沙樹 お掃除フェラFUCK（2009年11月7日、桃太郎映像出版）
- 若奥さまは女子校生 二宮沙樹（2009年12月7日、プレミアム）監督：石橋渉
- 二宮沙樹の上目使いフェラ天国（2010年1月7日、プレミアム）監督：K.C.武田
- 凌辱オナペット女教師 二宮沙樹（2010年5月7日、プレミアム）監督：K.C.武田

波多野結衣
- 限界☆羞恥コア! 波多野結衣（2009年2月21日、h.m.p）
- ism 波多野結衣 Vol.2（2009年6月21日、h.m.p）
- 団地妻の憂い 波多野結衣（2010年5月27日、アイエナジー）

葉月奈穂
- 彼女のHカップ、お貸しします 葉月奈穂（2007年9月15日、ワープエンタテインメント）

長谷川いずみ
- レモン LEMON 長谷川いずみ（2003年2月28日、KUKI）
- ノーカット!! 長谷川いずみ（2003年3月21日、KUKI）
- 猥褻MAX 長谷川いずみ（2003年10月13日、メディアステーション）
- 【美脚マンコ】 長谷川いずみ（2005年3月15日、MOODYZ）

長谷川瞳
- 官能姫 長谷川瞳（2001年9月30日、h.m.p）
- あのアイドルがスーパーリマスターREMIXで甦る [長谷川瞳]（2009年1月21日、h.m.p）

長谷川リオ
- 6SEX 長谷川リオ（2007年8月1日、アイデアポケット）監督：アキナガ
- 100発の精子飲む 長谷川リオ（2007年11月1日、アイデアポケット）監督：黒澤あらら
- 500発の精子飲む（2008年9月1日、アイデアポケット）出演者：今野梨乃、伊川なち、三浦亜沙妃、片瀬まこ、長谷川リオ

花野真衣
- マイっちんぐ潮吹き ポルノ・グラマラス 花野真衣（2005年1月21日、h.m.p）
- くびれ変態 花野真衣（2005年2月21日、h.m.p）気がすむまで犯しての、DVD セル版
- 気がすむまで犯して… 花野真衣（2005年2月22日、h.m.p）VHS版
- 悩撮フェチ 花野真衣（2005年5月21日、h.m.p）DVD セル版
- アブノーマル☆フェチFUCK 着エロ×めがねボイン×尻×ローション 花野真衣（2005年5月31日、h.m.p）DVD レンタル版
- 舐めながら吸わせたい 花野真衣 （2005年7月29日、h.m.p）VHS版2005/07/29 ：DVDレンタル版2005/08/09
- 超ボディ 花野真衣BEST（2005年9月26日、h.m.p）DVD レンタル版
- ドリームアイドル07 花野真衣（2006年7月13日、ムーディーズ）
- ギリギリモザイク 大洪水!イキまくり潮吹き大乱交（2006年10月19日、エスワン）
- 極 本番 花野真衣（2007年3月2日、グレイズ）

原更紗
- 初パイパン 原更紗（2008年3月28日、アリスJAPAN）監督：坂本優二
- 更紗は僕の失禁潮噴きM奴隷 原更紗（2008年11月1日、アイデアポケット）
- 街で噂の美人若妻はSEX中毒 原更紗（2009年4月1日、アイデアポケット）

原田ジュン
- ファッションモデル撮影会 原田ジュン（2009年7月10日、アリスJAPAN）
- 潜入捜査官、堕ちるまで… 原田ジュン（2010年2月7日、アタッカーズ）
- アリスピンクファイル あのピンクファイルで魅せる! 原田ジュン（2010年7月9日、アリスJAPAN）

原千尋（愛咲れいら）
- ゴックンくらぶ 11 原千尋（2006年1月1日、MOODYZ）
- DIGITAL CHANNEL 原千尋（2006年9月1日、アイデアポケット）監督：黒澤あらら つぶやきジロー
- キャビンアテンダント 恥辱の監禁フライト 原千尋（2007年1月7日、アタッカーズ）監督：ビンス東郷
- 「謎の絶世美女」 愛咲れいら（2011年3月1日、アイデアポケット）
- 夫の目の前で犯されて- 凌辱の贈り物 愛咲れいら（2011年4月7日、アタッカーズ）
- 働く美女と性交 愛咲れいら（2011年4月15日、ドリームチケット）

浜崎りお
- 女子校生制服騎乗 8（2007年5月11日、クリスタル映像）出演者：浜崎りお、大貫かりん、小笠原咲、矢口はな、河合つかさ、津村ユキ
- 美乳でいっぱいオナニーしちゃお! 浜崎りお（2007年6月7日、ディープス）監督：衣田陽水
- BOING.84 Gcup 浜崎りお 01（2007年8月5日、ドリームチケット）
- 浜崎りおのファン感謝祭（2007年11月8日、ディープス）監督：衣田陽水
- 巨乳Wキャスト 女教師の美獣ペット 明日花キララ 浜崎りお（2008年10月21日、h.m.p）監督：井口昇

春菜まい
- 溺性 へんたい餌獄 春菜まい（2003年4月21日、h.m.p、【VHS】）溺性 春菜まい（2003年4月21日、【セルDVD】、2003年5月20日、【レンタルDVD】）
- まいタンのぷるるん性超記 春菜まい（2003年6月15日、MOODYZ）監督：大村大

葉山みづき
- 好奇唇 葉山みづき（2001年2月23日、アリスJAPAN）
- 葉山みづきスペシャル（2001年8月24日、アリスJAPAN）「好奇唇」、「扇情」の2タイトルを収録のセルDVD化作品

葉月あゆみ
- 葉月あゆみ 素顔に愛して（2001年6月21日、クリスタル映像）
- Double UNiTED 葉月あゆみ（2002年8月9日、クリスタル映像）『妹は幼な妻』と『素顔に愛して』の2タイトルを収録のセルDVD化作品

早咲まみ
- ギリモザ 早咲まみ 美乳ギリギリモザイク（2004年12月11日、エスワン ）監督：秋秀人
- ギリギリモザイク 街で噂のエッチな姉妹 MEW・早咲まみ（2005年4月11日、エスワン）監督：秋秀人

初音みのり
- ハイパー×ギリモザ ハイパーギリモザ 初音みのり（2008年7月7日、エスワン ）監督：秋秀人
- ギリモザ バコバコ乱交 初音みのり（2008年8月7日、エスワン ）監督：伊基公袁
- ギリモザ OLびんびん物語 誘惑編（2009年9月19日、エスワン ）監督：苺原 、共演：麻美ゆま、かすみりさ、恵けい、藤浦めぐ
- 究極の黄金比BODY 初音みのり（2010年1月7日、エスワン ）監督：FLAGMAN
- ファンに犯された巨乳アイドル 初音みのり（2010年4月7日、エスワン ）監督：K.C.武田

春咲あずみ
- 乳姫 春咲あずみ 完全版（2006年3月17日、KMP）
- パイパン生中出し教育実習生 春咲あずみ（2008年5月16日、メディアステーション）
- LOVE◆ドッピュン!! メガ顔射スペシャル! 春咲あずみ（2009年2月25日、kawaii）

範田紗々
- 芸能人 範田紗々×デジタルモザイク（2006年8月4日、SODクリエイト）監督：森川圭
- 芸能人 範田紗々×180分プロデュース。（2007年1月5日、SODクリエイト）
- 芸能人 範田紗々 「痴女地獄」一転…アダルトビデオ舞台ウラ 激録Special（2009年2月19日、SODクリエイト）
- 芸能人 範田紗々 本当にキモチ良かった10のSEX＋1 4時間DX（2009年2月26日、SODクリエイト）
- 芸能人 範田紗々 前戯なんていらない!!全編SEX!!（2010年3月18日、SODクリエイト）

半沢あい
- ギリギリモザイク SEX ON THE BEACH〜南の島でパコパコ!半沢あい（2005年8月19日、エスワン）
- ギリギリモザイク 半沢あい 宮崎あいか 頑張って 2人で励ましてあげる（＞_＜）（2005年11月19日、エスワン）

日向ひかる
- ギリモザ 6つのコスチュームでパコパコ! 日向ひかる（2008年10月19日、S1）監督：秋秀人
- 一人ぼっちの人妻探偵 私の夫を返してっ! 日向ひかる（2009年11月7日、アタッカーズ）監督：ながしめ

妃乃ひかり
- 監禁薬漬け 淫乱奴隷の強制快楽3 妃乃ひかり（2007年8月7日、アタッカーズ）共演：桜田さくら
- 巨乳のバカぁ 妃乃ひかり（2007年10月5日、ワープエンタテインメント）

ひろせまなつ
- 聖処女（2000年10月27日、アトラス21）
- 暴露 完全密着ドキュメント（2001年3月19日、アトラス21）
- BEST 4時間 ひろせまなつ（2005年1月28日、アトラス21）
- BEST 4時間 ひろせまなつ 2（2005年9月30日、アトラス21）

藤浦めぐ
- 芸能人×ギリモザ 6つのコスチュームでパコパコ! 藤浦めぐ（2009年4月7日、エスワン ）監督：秋秀人
- ギリモザ OLびんびん物語 誘惑編（2009年9月19日、エスワン ）監督： 苺原 、共演：麻美ゆま、かすみりさ、恵けい、初音みのり
- 監禁×飼育 アナタ好みに調教して下さい。 藤浦めぐ（2010年4月7日、エスワン ）監督：秋秀人

北条麻妃
- 「痴」女優 北条麻妃（2008年12月5日、ワープエンタテインメント）
- 増刊激烈美熟女Vol.2 淫乱熟女の劇画的SEXと淫語 北条麻妃（2010年11月25日、マドンナ）

星沢なな
- 現役国立女子大生 アナタのお宅にリアルドールを派遣します。 星沢なな（2010年6月21日、h.m.p）
- 純粋な顔して変態SEXにハマる現役国立女子大生! 星沢なな（2010年8月21日、h.m.p）

星野あかり
- 「痴」女優 星野あかり（2008年12月5日、ワープエンタテインメント）
- 匂いたつパンストの誘惑 〜ノーパン歯科助手・あかりのスケベな美脚〜 星野あかり（2010年5月7日、Fitch）

星野みく
- ギリギリモザイク じっくり濃厚セックス 星野みく（2006年6月19日、エスワン）
- ギリギリモザイク Wメイド〜ご主人様抜いて差し上げます☆ 吉乃ひとみ 星野みく（2006年11月7日、エスワン ）

ほしのみゆ
- 姉妹2 萌えコスとスペレズ＆ごっくん（2007年2月25日、しのだ）監督：シバト太陽 、共演：ほしのみゆ、美羽かのん、上原まりえ
- 裸のロリナース ほしのみゆ（2007年3月2日、グレイズ）
- ハイパーデジタルモザイクVol.060 ほしのみゆ（2007年8月1日、ムーディーズ）監督：おしゃれラーメン
- 若奥さまは女子校生 ほしのみゆ（2009年11月7日、プレミアム）監督：宇佐美忠則
- ほしのみゆのハレンチクリニック（2010年4月7日、プレミアム）監督：K.C.武田

松岡ちな
- AVデビュー（12月6日、SODクリエイト）
- 本気汁をじっくり味わう中年男の変態セックスに溺れる（2月6日、SODクリエイト）

松下みらの
- 松下みらの ザ ドキュメント（2003年11月30日、ゴリラプロジェクト）
- デリバリーエンジェル 松下みらの（2004年3月30日、ゴリラプロジェクト）

真樹さくら
- あぶない放課後… 真樹さくら.レイプで濡れて（2001年12月27日、h.m.p）
- パノラマSEX 360度°見られてる… 真樹さくら（2002年1月21日、h.m.p）
- BEST HIT コスプレ[ハードコア編]（2003年2月10日、h.m.p）出演者：神谷沙織、春日みゆき、久里マリ、高宮りこ、真樹さくら、真中みすず、零忍（結良詩絵）、大和撫子
- あのアイドルがスーパーリマスターREMIXで甦る [真樹さくら]（2009年1月21日、h.m.p）

松すみれ
- 女子大生の頭の中はSEXでイッパイ 松すみれ（2009年10月1日、MOODYZ）監督：K*WEST
- 完全なる密室調教 義兄に飼育された美嫁 松すみれ（2010年9月7日、マドンナ）監督：ヒフミタツヲ
- 優しいママの家庭内性教育 2 松すみれ（2010年11月18日、アイエナジー）

松嶋れいな
- 新人×ギリギリモザイク 新人ギリギリモザイク 松嶋れいな（2006年6月19日、エスワン）監督：秋秀人
- ギリギリモザイク 誘惑エロティックFUCK 松嶋れいな（2006年11月7日、エスワン）監督：宇佐美忠則
- Gカップカリスマ店員松嶋れいな20連発中出し!（2007年8月25日、ダスッ!）監督：の〜へる番長
- 淫唇×唾液×濃厚SEX 松嶋れいな（2009年5月13日、MOODYZ）

Marin.
- Wet*Gals Marin（2006年8月5日、ワープエンタテインメント）
- LOVE SEMEN Marin（2007年9月1日、ワープエンタテインメント）監督：沢庵
- Marin.のファン感謝祭ぶっかけ（2008年8月1日、アイデアポケット）

三浦あいか
- AVアイドル伝説 三浦あいか（1997年9月15日、アトラス21）
- 流出 三浦あいか（1998年5月28日、シャイ企画）

水城奈緒
- ハイパー×ギリギリモザイク パイパンハイパーギリギリモザイク 水城奈緒（2008年1月19日、エスワン）
- ギリギリモザイク バコバコ乱交 水城奈緒（2008年3月19日、エスワン）
- 責め尻同棲生活 水城奈緒（2010年6月25日、レアルワークス）
- 覗かれた303号室 いんらんマ○コ妻 〜ふしだら劇場〜 水城奈緒（2010年7月7日、桃太郎映像出版）
- あなた、許して…。 -もつれた絆、濡れた同情- 水城奈緒（2010年7月7日、アタッカーズ）

三津なつみ
- Private 三津なつみ（2004年6月11日、ビッグモーカル）
- 女怪盗 女豹4 密林の秘宝 プアゾン（2006年5月7日、アタッカーズ）監督：坂本優二、出演者：立花里子、綾乃梓、三津なつみ

みひろ
- ハイパー×ギリギリモザイク 学校でセックスしよっ みひろ（2007年10月19日、エスワン）
- みひろがたっぷり淫語でイカせてあげる。 みひろ（2008年1月16日、マキシング）
- イッてみよ! みひろ先生の裏口おま●こ集中レッスン（2008年5月16日、マキシング）
- 4時間×ギリモザ バコバコ風俗 NO.1指名 みひろ（2009年10月19日、エスワン）
- 最後の一滴までシャブらせて みひろ（2010年2月19日、エスワン）
- カラダでのし上がる変態痴女OL みひろ（2010年3月16日、マキシング）

美花ぬりぇ
- 変態ペット◆連続絶頂電マ責め 美花ぬりぇ（2007年7月21日、h.m.p）
- 萌えシチュエーションでハメハメ 美花ぬりぇ（2007年10月21日、h.m.p）
- ぬりぇの凄テク★泡プロ 美花ぬりぇ（2007年11月21日、h.m.p）
- 美花ぬりぇマニア4時間 スーパーアイドル BEST VOL.1（2008年6月21日、h.m.p）総集編
- 美花ぬりぇマニア4時間 スーパーアイドル BEST VOL.2（2008年7月21日、h.m.p）総集編

美優千奈
- ギリギリモザイク 学校でセックスしよっ 美優千奈（2007年4月19日、エスワン）監督：FLAGMAN
- ギリギリモザイク パイパン無限絶頂!激イカセ潮吹きFUCK 美優千奈（2007年11月19日、エスワン）監督：伊基公袁
- ギリギリモザイク ザーメンドリーム 美優千奈（2008年2月19日、エスワン）監督：EKIMOTO
- 中出し輪姦病棟 美優千奈（2008年7月25日、ダスッ!）監督：桜ねずみ
- 集団キモ男中出し輪姦 美優千奈（2008年8月25日、ダスッ!）監督：☆HOKUSAI☆

水森あおい
- ナース桃色診察室 2（2006年12月26日、LEO）出演者：水森あおい、加藤椿、坂下ななえ
- BOING.90 Gcup 水森あおい 017（2009年3月15日、ドリームチケット）

水元ゆうな
- 汗かけ!潮吹け!!SPORTS☆ゲリラ Vol.2 水元ゆうな（2008年6月16日、マキシング）監督：マンモス大西
- 未亡人の柔肌 義姉さんが犯されたあの日…。 水元ゆうな（2010年8月7日、アタッカーズ）監督：島村雪彦
- 噂の居酒屋美人女将ゆうな 夫の前で犯されて… 水元ゆうな（2011年2月7日、桃太郎映像出版）監督：ブッダ☆佐藤

MEW
- ギリギリモザイク 妄想的特殊浴場 本指名 MEW（2005年3月11日、エスワン）監督：秋秀人
- ギリギリモザイク 街で噂のエッチな姉妹 MEW・早咲まみ（2005年4月11日、エスワン）監督：秋秀人
- ギリギリモザイク MEW ギリギリモザイク（2005年5月7日、エスワン）

水希遥
- 痴漢バス女子校生 水希遥（2004年8月27日、TMA）
- DIGITAL CHANNEL 水希遥（2005年4月8日、アイデアポケット）監督：つぶやきジロー

三浦亜沙妃
- DIGITAL CHANNEL 三浦亜沙妃（2006年7月1日、アイデアポケット）
- 絶賛 三浦亜沙妃（2007年5月1日、アイデアポケット）

みずき紗英
- ピンク色の快感 恥じめましてエクスタシー みずき紗英（2004年9月30日、h.m.p）レンタルDVD版
- エロスなサプリ… みずき紗英（2004年10月10日、h.m.p）ピンク色の快感の、セルDVD版
- 淫らな痴女、レズ風味。 みずき紗英（2005年1月21日、h.m.p）女舌の、セルDVD版
- 女舌… みずき紗英（2005年2月11日、h.m.p）レンタルDVD版
- 巨乳ハプニング学園 みずき紗英（2005年4月21日、h.m.p）『先生!セクハラですよっ』と『女子校生ムラムラ学園』の2タイトル収録のセルDVD版
- 先生!セクハラですよっ みずき紗英（2005年4月22日、h.m.p）VHS版

三田友穂
- 三田友穂 もう一人の君へ（1998年4月24日、アリスJAPAN）
- ザ・カゲキ 三田友穂（1999年3月27日、h.m.p）

みづなれい
- 超カメラ目線主義!! みづなれい（2008年9月26日、アリスJAPAN）
- 楽しくエッチに性教育! れい先生のほぼセックス的な授業 みづなれい（2008年12月26日、アリスJAPAN）
- 愛情ベロキスごっくんSEX♪ みづなれい（2009年1月23日、アリスJAPAN）
- アリスピンクファイル あのピンクファイルで魅せる! みづなれい（2009年4月10日、アリスJAPAN）
- 社長令嬢の嘆き 閉じ込めた感情 みづなれい（2009年8月7日、アタッカーズ）
- ものすごい失禁 vol.7 おもらし×失禁×放尿×潮吹き みづなれい（2010年6月10日、アイエナジー）

三宿ジュン
- 麗しのスイカップ 三宿ジュン（2003年11月30日、h.m.p）
- Stage 三宿ジュン（2004年1月21日、h.m.p）

宮崎あいか
- 新人×ギリギリモザイク 宮崎あいか 現役グラビアアイドルのセックス（2005年4月11日、エスワン）監督：秋秀人
- ギリギリモザイク 半沢あい 宮崎あいか 頑張って 2人で励ましてあげる（＞_＜）（2005年11月19日、エスワン）
- ハメ★チェキ! 〜スクール水着〜 宮崎あいか（2007年10月21日、h.m.p）監督：TK

森高千春
- 恋人みたいに抱きしめて! 夢で濡れたら… 森高千春（2001年6月21日、h.m.p）
- やりすぎ家庭教師18 森高千春（2001年10月31日、h.m.p）
- ザ・リアル 森高千春（2001年12月31日、h.m.p）
- The Real 森高千春 完全版（2002年1月21日、h.m.p）

桃瀬えみる
- ぼくのペット 桃瀬えみる 完全版（2006年10月20日、メディアステーション）
- 本○解禁!!デジタルモザイク 桃瀬えみる 完全版（2006年12月22日、メディアステーション）

森村ハニー
- 森村ハニー Gの誘惑（1999年9月16日、クリスタル映像）
- コスプレ召使い 森村ハニー（2002年9月19日、クリスタル映像）
- コスプレ召使い DX2（2003年3月28日、クリスタル映像）

森下くるみ
- AV女優 森下くるみ 「ヘアー解禁版」（2001年7月19日、SODクリエイト）
- 森下くるみ 森下くるみの音 Fuckin'on（2001年12月20日、SODクリエイト）

森下理音
- 抱きしめてボイン 大胆!誘惑お姉さま 森下理音（2003年9月30日、h.m.p / ビークリ）
- DIGITAL CHANNEL 森下理音（2004年7月8日、アイデアポケット / SUPREME）
- いやらしい若妻 4（2007年10月12日、ビッグモーカル）…他出演:麻生岬

紋舞らん
- もんち×3 MONCHI TRIPLE 紋舞らん（2004年3月19日、プレステージ）
- エロエロシンデレラ物語〜玉の輿大作戦〜（2004年11月25日、ビーエムドットスリー）出演者：長谷川瞳、紋舞らん、美里かすみ、三上翔子、加藤鷹、斎藤修、吉村卓
- 極 本番 紋舞らん（2005年10月7日、グレイズ）
- 美しい痴女の接吻とセックス 紋舞らん（2006年1月9日、ドグマ）

山口玲子
- パイズリ熟女ザーメン狩り 山口玲子（2008年7月15日、ワープエンタテインメント）
- 言いなり妻 山口玲子（2010年4月7日、マドンナ）

やまぐちりこ
- 本能を呼び覚ます濃厚なる4つのSEX やまぐちりこ（2010年10月22日、アリスJAPAN）監督：shin
- 出会って2.5秒で合体 やまぐちりこ（2010年11月26日、アリスJAPAN）監督：木場
- 終わらないお掃除フェラ やまぐちりこ（2010年12月24日、アリスJAPAN）監督：木場

you.
- 街でウワサの風俗ビル 9号店 you.（2005年12月5日、ワープエンタテインメント）
- ツンデレ you.（2006年1月5日、ワープエンタテインメント）
- 接吻カフェ 3号店 you.（2006年3月5日、ワープエンタテインメント）

ゆうきりり
- バーチャル◆ソープ 〜ゆうきりり〜（2004年4月9日、笠倉出版社）
- 爆乳Fカップ中出し全裸勤務 ゆうきりり（2004年12月4日、アイエナジー）
- COMPLETE OF ゆうきりり（2005年11月25日、笠倉出版社）総集編

夢見ほのか
- 巨乳ちゃん生でイカセて! 夢見ほのか（2007年6月21日、h.m.p）監督：島村雪彦
- ギリギリモザイク ごっくん大乱交 夢見ほのか（2007年10月7日、S1）監督：EKIMOTO

横山美雪
- 超舌フェラペチーノ 横山美雪（2009年6月25日、kawaii）
- 美雪先生の誘惑授業 横山美雪（2010年9月1日、アイデアポケット）

吉沢美和
- 好きです 吉沢美和（1998年5月23日、KUKI）VHS
- 濡れうさぎ 吉沢美和（1998年6月24日、KUKI）VHS
- 復刻セレクション 好きです 吉沢美和（2010年12月10日、KUKI）

吉乃ひとみ
- ギリギリモザイク 絶頂!イキまくり潮吹きFUCK 吉乃ひとみ（2006年8月19日、エスワン）
- ギリギリモザイク ネットリ濃厚セックス 吉乃ひとみ（2006年9月19日、エスワン）
- ギリギリモザイク Wメイド〜ご主人様抜いて差し上げます☆ 吉乃ひとみ 星野みく（2006年11月7日、エスワン）

吉川あいみ
- 交わる体液、濃密セックス 人目もはばからず熱い結合編

吉沢明歩
- ギリギリモザイク 無限絶頂!激イカセFUCK 吉沢明歩（2007年6月7日、エスワン）監督：愛染知久
- 明歩がたっぷり淫語でイカせてあげる。 吉沢明歩（2007年7月16日、マキシング）監督：森川圭
- ハイパーギリギリモザイク特殊浴場 TSUBAKI 8時間完全版（2007年12月7日、エスワン）

Rio
- ギリギリモザイク 学校でセックスしよっ Rio（2008年3月7日、エスワン）
- ギリモザ Rioは潮吹き若奥様 Rio（2008年6月7日、エスワン）

若菜瀬奈
- 若菜瀬奈 一途な恋（1997年5月30日、アリスJAPAN）
- パンスト天使 若菜瀬奈（1997年7月11日、アリスJAPAN）
- 若菜瀬奈 人間発電所（1998年6月21日、アリスJAPAN）
- バーチャルSEX 若菜瀬奈（1999年8月21日、h.m.p）
- アリスピンクファイル あの新基準モザイクで魅せる! 若菜瀬奈（2007年7月13日、アリスJAPAN）
- あのアイドルがスーパーリマスターREMIXで甦る [若菜瀬奈]（2009年3月21日、h.m.p）
- 復刻 一途な恋 若菜瀬奈（2009年10月9日、アリスJAPAN）

渡瀬安奈
- 女子校生3姉妹（2006年7月1日、アイデアポケット）出演者：紗月結花、池野心、渡瀬安奈
- 精子遊び 渡瀬安奈（2006年9月1日、アイデアポケット）
- ハニカミお姉さんの敏感Aカップ 渡瀬安奈（2007年9月5日、ワープエンタテインメント）

## アダルトDVD・VHS（出演作品、メーカー別）
- スレスレモザイク 痴漢バス アイドル襲撃 VOLUME 5 元村あゆみ（2006年2月4日、アイエナジー）
- 潮吹き大噴射 4時間（2008年7月4日、アイエナジー）総集編：出演者：紅音ほたる、晶エリー 、京野明日香
- 女子校生 中出し20連発 スペシャル（2008年8月7日、アイエナジー）出演者：青山れあ、上野さくら、小日向しおり、相崎琴音
- NO.1美女軍団 銀行強盗事件 中出し50連発 8周年記念作品（2008年12月4日、アイエナジー）出演者：堀口奈津美、小坂めぐる、辻さき、村上里沙、松野ゆい
- ギャル 中出し100連発（2008年12月18日、アイエナジー）総集編
- 女子校生 中出し100連発（2008年12月18日、アイエナジー）総集編
- 女子校生 中出し20連発 すずきりりか（2010年9月9日、アイエナジー）
- 団地妻の憂い 村上里沙（2009年1月8日、アイエナジー）

- AV WORLD CUP（2006年6月1日、アイデアポケット）出演者：星月まゆら、桃咲あい（江藤ひな）、青山ちえり、かわいかのん、夏目りょう
- アイデアポケット女子校生作品集（2007年10月1日、アイデアポケット）出演者：前田千春、綾瀬ちづる、渡瀬安奈、椎名りく、京野明日香
- BEST HIT! HIGH SCHOOL!（2008年2月1日、アイデアポケット）出演者：長谷川リオ、浅華優、さとうはるな、愛嶋リーナ、杉崎夏希、瞳れん、ほしのみゆ、蛯原みなみ、今野梨乃、黒沢英里奈（喜田嶋りお）、千堂ゆりあ
- 美しいお姉さんの濃厚な接吻とSEX 桃野なごみ（2009年7月1日、アイデアポケット）
- 麻生香月の濃厚な接吻とSEX（2009年12月1日、アイデアポケット）
- 一ノ瀬アメリの濃厚な接吻とSEX（2010年7月1日、アイデアポケット）
- First Impression 宮沢涼子（2006年10月1日、アイデアポケット）監督：宇佐美忠則
- First Impression 宮瀬あきな（2008年2月1日、アイデアポケット）監督：宇佐美忠則
- 私立IP女学院2（2007年3月1日、アイデアポケット）出演者：辻あずき、姫川りな、三津なつみ、鈴木ありさ、海野なつ
- 私立IP女学院3（2008年3月1日、アイデアポケット）出演者：北田優歩、伊沢千夏、永瀬あき、小峰ミサ、夏川るい
- 私立IP女学院 COMPLETE BOX（2008年8月1日、アイデアポケット）
- IP OFFICE（2007年7月1日、アイデアポケット）出演者：星野美空、池野朋、長谷川あゆみ、黒崎ルナ、飯田さやか
- IP OFFICE 2（2008年7月1日、アイデアポケット）
- IP OFFICE 3（2009年9月1日、アイデアポケット）
- SEX向上委員会 01（2009年1月1日、アイデアポケット）出演者：工藤れいか、黒木いちか（東条かれん）、愛菜りな、三葉もえ
- SEX向上委員会 03（2009年6月1日、アイデアポケット）出演者：早乙女ルイ、春菜りお、相馬あすか、実咲つばさ
- SEX向上委員会COMPLETEBOX（2009年12月1日、アイデアポケット）出演者：実咲つばさ、早乙女ルイ、相馬あすか、春菜りお、芽衣、三葉もえ、平井柚葉、黒木いちか（東条かれん）、工藤れいか、愛菜りな、白咲亜衣
- Flight Attendant Service 真壁りの（2006年2月1日、アイデアポケット）
- 黒澤あららのぶっかけFUCK BEST（2006年7月1日、アイデアポケット）出演者：綾乃梓、中野美奈、森下理音、折原まみ、藤本まりな
- ANGEL HIGH SCHOOL 綾瀬ちづる（2006年11月1日、アイデアポケット）
- HIGH SCHOOL LIFE 浅華優（2007年1月1日、アイデアポケット）
- MAN TWO Lesson 白咲ひなの（2007年2月1日、アイデアポケット）
- マックス モザイク VOL.17 伊藤エリ（2007年10月1日、アイデアポケット）
- インテリ女子大生のチンポ研究 星野梨緒（2008年6月1日、アイデアポケット）監督：沢庵、共演：星優乃
- 6SEX コスプレバージョン 北川結衣（2008年9月1日、アイデアポケット）
- パンチラ女子大生の潮噴きアルバイト 神崎みさと（2009年1月1日、アイデアポケット）監督：アキナガ
- 有希先生の誘惑授業 麻田有希（2009年7月1日、アイデアポケット）
- 美少女若奥様はSEX大好き女子大生 黒木いちか（2009年9月1日、アイデアポケット）
- あの着エロアイドルが着エロと聞いてきたらAV撮影だった! 宮坂レイア（2009年9月1日、アイデアポケット）
- ごっくんカリスマ女子校生 ☆LUNA☆（2009年10月1日、アイデアポケット）
- ご奉仕アイドルメイド 辻仁美（2010年8月1日、アイデアポケット）

- 女弁護士レイプ 怨念の執行猶予 持田薫（1998年3月1日、アタッカーズ）
- 女子校生監禁凌辱 鬼畜輪姦13 森本みう（1998年9月1日、アタッカーズ）
- 女子校生監禁凌辱 鬼畜輪姦14 吉野サリー（VHS）（1998年10月1日、アタッカーズ）

- ～保健教諭 紀子～女教師 白衣虐待 中沢いずみ（VHS）（1999年3月10日、アタッカーズ）
- 女子校生監禁凌辱 鬼畜輪姦55 畑野ありさ（2005年10月7日、アタッカーズ）
- 女子校生監禁凌辱 鬼畜輪姦74（2007年8月7日、アタッカーズ）出演者：上原留華、丸山清香
- 社長令嬢自己犠牲レイプ 私は愛する者を守るために犯される…。青空小夏（2010年1月7日、アタッカーズ）監督：りんや

- ザ・面接 若妻おばはん熟女小娘離婚妻素人女の汁大会（1999年8月11日、アテナ映像）
- ザ・面接 吸いつく若妻咥える乙女熟女集団本気汁女八人の発情度（1999年10月11日、アテナ映像）
- ザ・面接 えぐい人妻 可愛い奥さん 恥ずかしすぎる新婚さん みんなまとめてチョメチョメしたる!（1999年12月11日、アテナ映像）
- ザ・面接 饗宴!淑女九人の淫獣パワーうろたえ汁出す面接軍団（2000年2月11日、アテナ映像）
- ザ・面接 豪華淫乱2本立て 可憐な人妻桃汁娘好きもの看護婦お姉様奥さんエキストラ大興奮（2000年4月11日、アテナ映像）
- ザ・面接 若妻奥様婚約中がまんできない未亡人（2000年6月11日、アテナ映像）
- ザ・面接 毎日やりたい新婚さん淫獣マグマ介護嬢十年ぶりです離婚妻いやらしすぎるお姉さん（2000年10月11日、アテナ映像）
- ザ・面接 性飢饗艶2本立て パックリ症候群VS犯ったろか軍団（2000年12月11日、アテナ映像）
- ザ・面接 恥ずかしすぎるエキストラいやらしすぎるエキストラ淫らすぎちゃうエキストラぎょ〜さん性飢きよったで（2001年2月11日、アテナ映像）
- ザ・面接 豪華淫乱三部作 熟女若妻可憐な乙女面接マジックが暴く裏の裏（2001年4月11日、アテナ映像）
- ザ・面接 人妻看護婦痴恥女 淫好悶絶三部作（2001年6月11日、アテナ映像）
- ザ・面接 本能暴発!奥様エキストラ猿状態（2001年8月11日、アテナ映像）
- ザ・面接 饗艶パニック2本立て フェロモン淫女VS犯し屋軍団（2001年10月11日、アテナ映像）
- ザ・面接 人妻暴走!犯ったろか軍団汁まみれ（2001年12月11日、アテナ映像）
- ザ・面接 欲望まるだし好きものエキストラ（2002年2月11日、アテナ映像）
- ザ・面接 天然淫女VS汁吸い軍団 イジってヒラいて匂い嗅いだる（2002年4月11日、アテナ映像）
- ザ・面接 俺たちゃバベチョ屋ぜんぶ開いてグチュッたる（2002年6月11日、アテナ映像）
- ザ・面接 猥褻すぎる美女の群れ現役ナースも伝染汁（2002年8月11日、アテナ映像）
- ザ・面接 淫舌狂器美女集団野郎どもズボッたれ!（2002年10月11日、アテナ映像）
- ザ・面接 潮吹きケイレン失神続出 痴女妻参上パニック面接（2002年12月11日、アテナ映像）
- ザ・面接 飢えた人妻蒸れたお姉様 野郎ども匂い嗅いだれ!（2003年2月11日、アテナ映像）
- ザ・面接 熟れた女は淫獣の匂い（2003年4月11日、アテナ映像）
- ザ・面接 10周年記念豪華版第1弾 熟女も主婦も姉ちゃんも仮面剥いで見せたるで!（2003年6月11日、アテナ映像）
- ザ・面接 10周年記念豪華版第2弾 みせたるで〜蒸れた女の性飢汁（2003年8月11日、アテナ映像）
- ザ・面接 レイプちゃうでワシら民主主義やで（2003年10月11日、アテナ映像）
- ザ・面接 のど締め潮吹き触れ合い広場（2003年12月11日、アテナ映像）
- ザ・面接 絶景!女9人本気汁（2004年2月11日、アテナ映像）
- ザ・面接 VOL.78 可愛い顔して太いのがイイーっ!（2004年4月11日、アテナ映像）
- ザ・面接 VOL.79 処女大生 看護師 声優さん ピンサロ嬢もホジったる（2004年6月11日、アテナ映像）
- ザ・面接 VOL.80 カタイか？気持ちエエか？ワシら紳士やからネ（2004年8月11日、アテナ映像）
- ザ・面接 VOL.81 ナメ吸いホジり 出し入れだけやからネ（2004年10月11日、アテナ映像）
- ザ・面接 VOL.82 AV女優 OL フェミニスト 汁のイロ見たいなぁ（2004年12月11日、アテナ映像）
- ザ・面接 VOL.83 看護師 学生 AV女優 エロ度偏差値10000点（2005年2月11日、アテナ映像）
- ザ・面接 VOL.84 やめて下さい困ります ビデオは見世物やからな（2005年4月11日、アテナ映像）
- ザ・面接 VOL.85 下品な事したいんやろ イジったるがな（2005年6月11日、アテナ映像）
- ザ・面接 VOL.86 咥え面接 ズボ面接 審査員ベチョ萌え〜（2005年8月11日、アテナ映像）
- ザ・面接 VOL.87 今日は変態の日や 匂いで分かる（2005年10月11日、アテナ映像）
- ザ・面接 VOL.88 ホントは恐い女の底無し（2005年12月11日、アテナ映像）
- ザ・面接 スーパースペシャル VOL.89 熟女の「淫獣」 僕らの「紳士」（2006年2月11日、アテナ映像）
- ザ・面接 VOL.90 女はいつも濡れたいの（2006年4月11日、アテナ映像）
- ザ・面接 VOL.91 変態奥さん 女子大生 出し入れ自由のメイド妻（2006年6月11日、アテナ映像）
- ザ・面接 VOL.92 奥様はおしゃぶり前立腺戯がお好き（2006年8月11日、アテナ映像）
- ザ・面接 VOL.94 ココはな無法地帯じゃ 姉ちゃんワシらが憲法や（2006年12月11日、アテナ映像）
- ザ・面接 VOL.95 奥様の下半身は外食がお好き お前ら旦那とせ〜や（2007年2月11日、アテナ映像）
- ザ・面接 VOL.96 汁祭り 女は底無し 僕らは早漏（2007年4月11日、アテナ映像）
- ザ・面接 VOL.97 まる吸いズボズボフェスタ 芸大 音大 女子大生 パティシエ 人妻 熟女（うれおんな）（2007年6月11日、アテナ映像）
- ザ・面接 VOL.98 太いか？カタイか？上品な顔して下品やな（2007年8月11日、アテナ映像）
- ザ・面接 VOL.99 超変態サラ金嬢 欲求不満の専業主婦 みんな舐めたいイジられたい（2007年10月11日、アテナ映像）
- ザ・面接 100本記念スペシャル 新妻 若妻 夫のいる身 熟れた女の本気汁（2007年12月11日、アテナ映像）
- ザ・面接 VOL.101 悩みがあったら聞いたるで 穴でイケないのは遺伝ですか？（2008年2月21日、アテナ映像）
- ザ・面接 VOL.102 夫がいても彼氏がいても 性行為しとうて来たんかい（2008年4月21日、アテナ映像）
- ザ・面接 VOL.103 変態 淫猥 ブチ込み系 現役女教師も犯されたい（2008年6月21日、アテナ映像）
- ザ・面接 VOL.104 真性潮吹きパイパン祭り（2008年8月21日、アテナ映像）
- ザ・面接 VOL.105 舐め 吸い 露出 オネェマンズ 出し入れするだけやからな（2008年10月21日、アテナ映像）
- ザ・面接 VOL.106 人妻 OL フリーター パンツ濡らして来たんかい（2008年12月21日、アテナ映像）
- ザ・面接 VOL.107 セックス好きですが…何か？ 看護師 人妻 お姉さん（2009年2月21日、アテナ映像）
- ザ・面接 VOL.108 女社長は太いのがお好き 離婚妻 あそこ濡らしてごめんなさい（2009年4月21日、アテナ映像）
- ザ・面接 VOL.109 隊長!穴が小さくて入りません（2009年6月21日、アテナ映像）
- ザ・面接 VOL.110 恋愛できない女たち 好きになったるでぇ（2009年8月21日、アテナ映像）
- ザ・面接 VOL.111 瞬間恋愛 ガチンコ・バトル（2009年10月21日、アテナ映像）
- ザ・面接 VOL.112 本気汁フェスティバル 肉食系女の時代です（2009年12月21日、アテナ映像）
- ザ・面接 VOL.113 アニキ引退 赤貝 熟れ貝 吸いつき祭り（2010年2月21日、アテナ映像）
- ザ・面接 VOL.114 看護師 ニート 京おんな 今どき女の本心チョイ見え（2010年4月21日、アテナ映像）
- ザ・面接 VOL.115 これがSEXのF1だ! あんた三輪車で来たんかい（2010年6月21日、アテナ映像）
- ザ・面接 VOL.116 暴きます エロ可愛い女の性行為（2010年8月21日、アテナ映像）
- ザ・面接 VOL.117 キャンギャル OL オペラ歌手 肛門様のドリル舐め（2010年10月21日、アテナ映像）
- ザ・面接 VOL.118 上品すぎる家事手伝い 3P好きの歯科衛生士 セフレ15人の支店長秘書（2010年12月21日、アテナ映像）
- ザ・面接 VOL.119 めっちゃ入ってる かんに〜ん! 今日は関西特別や（2011年2月21日、アテナ映像）
- 美乳BIG3狂宴 この胸で甘えていっぱい抜いてッ!（2000年2月21日、アテナ映像）
- スーパー巨乳テクニック 柔かい乳房でお姉さんが包んであげる!（2000年5月11日、アテナ映像）
- 私の中の淫らな女が蠢くの お固い女性がビデオに出る理由（2000年6月21日、アテナ映像）
- 巨乳G8 オッパイサミット開幕 ビンカンな乳房とオ○○コで抜きまくり豪華版（2000年7月11日、アテナ映像）
- 奥様の自宅とアソコを拝見します ダンナがいない間に乱れる人妻たち（2000年7月31日、アテナ映像）
- 妹のくちびる 二人だけの秘密 （2000年10月21日、アテナ映像）監督：石岡正人
- 妹のくちびる ゆびきりげんまん「おにいちゃん、ずっと好きだったの」（2001年1月21日、アテナ映像）
- 妹のくちびる おにいちゃん、私もう大人だよ…（2001年4月21日、アテナ映像）監督：石岡正人、出演者：愛葉亜希、高野まりえ
- 妹のくちびる おにいちゃん、痛くしたらやだよ（2001年10月21日、アテナ映像）監督：石岡正人、出演者：新堂真美、管野えり
- 妹のくちびる こんなに濡らして・・・ごめんね、おにいちゃん（2002年1月31日、アテナ映像）出演者：田畑百子、樹若菜、酒井里美、安藤奈美
- 妹のくちびる 後ろから見ないでッ恥ずかしいよ、おにいちゃん（2002年4月30日、アテナ映像）出演者：楠木さやか、早乙女つくし、中里優奈、堤さやか
- あなたの深層覗きます 歓びに飢えた女たち（2001年5月31日、アテナ映像）監督：代々木忠
- 綺麗なお姉さんに犯されたい あ〜凄く固いもっとカキ回してェ〜!!（2002年7月21日、アテナ映像）
- 女が淫らになるテープ 恥ずかしいけど猿状態（2002年2月21日、アテナ映像）監督：代々木忠、出演者：伊佐田亜由美、長瀬志保
- 女が淫らになるテープ3 アソコ勝手に締まっちゃう（2002年5月11日、アテナ映像）監督：代々木忠、出演者：河野りん、西尾真理、和久井未来
- 女が淫らになるテープ4 わたしホントは純情なのに アソコがベチョッって求めちゃう（2002年6月30日、アテナ映像）出演者：桜井あや、桑名妙子、江藤みわ、北沢まい子
- 女が淫らになるテープ5 女の歓び知っちゃった（2002年7月31日、アテナ映像）出演者：早川杏子、一ノ瀬あかね
- 女が淫らになるテープ6 うずいて溢れて淫獣になって愛になる（2002年8月31日、アテナ映像）
- 女が淫らになるテープ7 痴女が淑女が若妻がわたし卑猥になっちゃうよ（2002年10月31日、アテナ映像）出演者：七海りあ(黒沢まりあ)、太田みゆき、石井えりか
- 女が淫らになるテープ8 本気で欲情しています（2002年12月31日、アテナ映像）出演者：一色志乃(南えり)、松風るり、足立めぐみ
- 女が淫らになるテープ9 開いて締まって潮吹いてエリート女性もメス状態（2003年1月31日、アテナ映像）
- 女が淫らになるテープ10 淫獣は愛なのかまる〜っ!（2003年3月11日、アテナ映像）
- 女が淫らになるテープ11 あれ欲しい〜っ!（2003年4月30日、アテナ映像）
- 女が淫らになるテープ12 私の中の淫らな女の汁の音（2003年6月21日、アテナ映像）
- 女が淫らになるテープ13 オトコ咥えて犯したい（2003年7月21日、アテナ映像）
- 女が淫らになるテープ14 獣の棲んでる淑女たち（2003年8月31日、アテナ映像）
- 女が淫らになるテープ15 知的な女の淫ら汁（2003年9月30日、アテナ映像）
- 女が淫らになるテープ16 女の淫の奥を見る（2003年11月30日、アテナ映像）
- 女が淫らになるテープ18 青い果実と未亡人悶え乱れて狂っちゃえ（2004年2月29日、アテナ映像）
- 女が淫らになるテープ19 淑女か聖女か好きものか？（2004年5月31日、アテナ映像）
- 女が淫らになるテープ20 恋に破れた女たち 悶え乱れて愛になれ（2004年7月31日、アテナ映像）
- 女が淫らになるテープ21 催淫ワールド パンドラの大股ぐら（2004年11月11日、アテナ映像）
- 女が淫らになるテープ22 人妻です 熟れてます セックスレスです（2005年3月11日、アテナ映像）
- 女が淫らになるテープ23 催淫ワールド SEXLESSの正体（2006年1月21日、アテナ映像）
- OLの昼休みにブチ込め! 「ちょっとやめてッこんな所で!!」（2002年2月28日、アテナ映像）監督：石岡正人、出演者：小森詩、杉本実果、北山瑞穂、水原チカ、麻路佳代
- AVぬきぬきゼミナール エロてんこ盛りスペシャル（2002年3月11日、アテナ映像）
- やる気マンマン いたずら大作戦 ここまでしちゃってホントにいいの!?（2002年4月21日、アテナ映像）出演者:堤さやか、川村遥、高樹あさか、溝口春菜、戸崎ゆい
- 初な人妻と…密室の情事 二人っきりなんて恥ずかしい私、どうしよう…（2003年11月11日、アテナ映像）出演者：君島美香、池上美帆
- 初な人妻と…密室の情事 いやっ恥ずかしい、主人にだってされた事ないのに…（2004年3月11日、アテナ映像）出演者：菊川れみ、中台ひかる
- 美しき痴女 あら、ガマン汁… いいのよ体中ナメてあげる（2004年12月11日、アテナ映像）出演者：白鳥るり、望月加奈（松沢真理）、結衣（結衣美沙）、芹沢杏樹
- 美しき痴女 こんなにパンパンじゃ苦しいでしょ!私が全部吸いとってあげる…（2006年1月31日、アテナ映像）出演者：白鳥るり、高嶋ゆうこ、藤木絵梨
- 奥様欲情日記 エプロンをめくって犯して（2002年12月21日、アテナ映像）出演者：友崎亜希、沼田ちひろ、太田みゆき、上杉みなこ
- 奥様欲情日記 恥ずかしいって奥さん ここはもう欲しがってますよ（2003年3月21日、アテナ映像）出演者：持田彩菜、木村沙恵、安達京子、水野羅夢
- 奥様欲情日記 裸にエプロンなんて そんなにしたいんですか奥さん（2003年5月31日、アテナ映像）出演者：本田真由美、久米かおる、菊間香、相田あみ
- 奥様欲情日記 上品ぶったって奥さん下の方はホラ、こんなに…（2003年7月21日、アテナ映像）出演者：友田真希、椿さゆり、藤本瞳、米田友花
- 奥様欲情日記 主人が隣りで寝ているのに…もう、いじらないでッ!（2003年11月21日、アテナ映像） 出演者：紫彩乃、櫻守ヒカル、麻実ゆうか、仁科里緒
- 奥様欲情日記 後ろからしてガマンできないのッ!お、奥さん…（2004年1月21日、アテナ映像）出演者：森咲小雪、高倉梨奈、君島美香、望月加奈(松沢真理)
- 奥様欲情日記 いやっ、主人にバレたら…そんな事言っても奥さん腰は動いてますよ（2004年3月21日、アテナ映像）出演者：青山遥、桜月舞、桜井里央、桜井舞
- 奥様欲情日記 イヤッ触らないで エプロンの下の生足がたまらないよ奥さん（2004年5月11日、アテナ映像）出演者：早瀬愛美、白鳥るり、円ゆり、坂下陽子
- 奥様欲情日記 まっ昼間から奥さんアソコいじくって…エプロンがおツユでビッチョリですよ（2004年7月21日、アテナ映像）出演者：有村紫、井川麻衣、田口江利子、細川えりか
- 奥様欲情日記 やめてッ主人がすぐ側で寝てるのよ でも奥さん、パンツにお汁が…（2004年9月21日、アテナ映像）出演者：朝丘まりん、西条麗、芹沢杏樹、佐伯なな子
- 奥様欲情日記 やめて私人妻なのよ だってこたつの中のお股はもうヌルヌルですよ…（2004年11月21日、アテナ映像）出演者：坪倉史歩、森下さやか、RIRICO、真中りさ
- 奥様欲情日記 あっだめよ主人が帰ってきちゃう でも奥さん、こんなにネチョネチョじゃ指がヌプッて…（2005年1月21日、アテナ映像）出演者：吉野碧工、藤あや、松永小百合、秋元ちえ
- 奥様欲情日記 やめて電機屋さん、足のつけ根まで触らないでッ でも奥さんこんなにシミ作って…スケて見えちゃいますよ!（2005年3月21日、アテナ映像）出演者：菊池藍、片桐あおい、椎名歩、矢吹涼子
- 奥様欲情日記 ダメッ主人が居るのよ やらしい音が聞こえちゃう でも腰動かすから、ほらおツユが…（2005年5月21日、アテナ映像）出演者：菊原まどか、日向ゆみ、小田桐翔子、愛野ののか
- 奥様欲情日記 もう主人が帰ってきちゃう 早く指抜いてッ でもこの白い液は欲しがってるんじゃないですか（2005年7月21日、アテナ映像）出演者：星月まゆら、瀬名涼子、ひいらぎ柊子、安西ゆり
- 奥様欲情日記 お義兄さんやめて、さわらないでッ でもオナニーだけじゃ体の疼きはおさまらないでしょ（2005年9月21日、アテナ映像）出演者：森野雫、玉置マリア、水沙和みずほ、安佐神しおり
- 奥様欲情日記 まっ昼間から裸にエプロンなんて… あ〜あ奥さん ムチムチの太モモまでタレてるよ（2005年11月21日、アテナ映像）出演者：大友園子、及川ゆり、高嶋ゆうこ、市村美和
- 奥様欲情日記 ちょっと触りすぎ!下着が喰い込んじゃう… 何言ってるんですか奥さん おツユ垂らして尻振ってッ（2006年1月21日、アテナ映像）出演者：宮田理沙、白川なつみ、須藤あゆみ、榊優真
- 奥様欲情日記 そんなに吸ったらダメよ、あ〜乳首だけでイッちゃう! パンツもビッチョリでビラビラが透けて見えてるよ…（2006年3月21日、アテナ映像）出演者：葉山瑶子、山吹梢、武藤杏奈、山田もえ
- 奥様欲情日記 あっお義兄さんダメッ あそこに息があたってる… 凄い匂いだ!こんなに濡らして、だいぶ溜まってたんだね（2006年5月21日、アテナ映像）出演者：速水怜、岬ゆり、片桐静香、平山ここ
- 奥様欲情日記 そんなに強くお豆吸わないで〜!もうダメッ気が遠くなっちゃう… えっ!?奥さんこれだけで失神しちゃったの?（2006年7月21日、アテナ映像）出演者：今宮せつな、工藤彩香、椎名紅緒、吉川ルナ
- 奥様欲情日記 奥さんの陰毛が薄くていやらしいよ いいから早く舐めて、お願い目で犯して〜!!（2006年9月21日、アテナ映像）出演者：相澤さゆり、吉本優美、白井麻子、羽田百合
- 奥様欲情日記 義母さんやらしいよ、お豆の皮そんなにむいて… ねぇいっぱい見てッお願い吸って〜!（2006年11月21日、アテナ映像）出演者：深津映見、白鳥美鈴、星優奈、沙耶
- 奥様欲情日記 こたつの中の生足がそそるよ奥さん あぁなぞっちゃイヤッ声が出ちゃう、主人に気付かれちゃう〜!（2007年1月21日、アテナ映像）出演者：堀越香奈、木下涼子、篠原飛鳥、清水エリ
- 奥様欲情日記 奥さんのアソコ 凄くメス臭いよ ヤダッ見てないで舐めて、もう欲しいの〜!（2007年3月21日、アテナ映像）出演者：山口可奈、姫野りむ、吉井リサ、本条まさみ
- 奥様欲情日記 奥さん何これ!? スケベ汁ためすぎだよ イヤッ顔にかかっちゃう もう止めて〜!（2007年7月21日、アテナ映像）出演者：天乃みお、ひなの、綾城結花、波木涼香
- 奥様欲情日記 浴衣からのぞく生足がたまらないよ奥さん だめッそんなにベロベロ舐めないで〜!（2007年9月21日、アテナ映像）出演者：三咲エリナ、蓮見麗奈、仁科由里、井川綾香
- 奥様欲情日記 奥さんのプリプリのお尻見てたらたまんないよ ダメッ八百屋さんのぶっといおナス入れないでぇ〜!（2008年3月21日、アテナ映像）出演者：平井ゆきな、花宮あみ、星綾、明星ちかげ
- 奥様欲情日記 そんな恥ずかしいとこナメちゃダメッ! なんだこのケツは!舐めやすいように突き出して（2008年5月21日、アテナ映像）出演者：亜紗美、笠原ひなの、小久保ゆみこ、三浦百合子
- 奥様欲情日記 奥さん まっ白いスケベ汁が垂れてますよ 課長さんやめてッ 主人が向こうで寝てるのよ（2008年7月21日、アテナ映像）出演者：水野優、関口梨乃、芦屋朋美、名倉梨紗
- 奥様欲情日記 瞳もあそこも潤ませて本当はシタいんでしょ 奥さん あ〜浴衣が汚れちゃう 主人が帰ってきちゃう〜!（2008年9月21日、アテナ映像）出演者：若槻尚美、桧山すず、美里蘭、如月小雪
- 奥様欲情日記 あ〜私見られると欲情するの〜! 憧れの義姉さんが僕のを…（2008年11月21日、アテナ映像）出演者：一ノ瀬カレン、常盤ゆう、檀杏奈、神谷裕子
- 奥様欲情日記 こたつの中がスケベな匂いでいっぱいだ 下着もこんなに濡らしてッ だめよ課長さん 主人が起きちゃう…（2009年1月21日、アテナ映像）出演者：秋元夏希、瀬戸珠美、櫻庭茜、南奈美
- 奥様欲情日記 奥さん、白い太ももチラチラさせて挑発してたでしょ ちょっと何するの 舐めちゃダメ、舌入れないで〜!（2009年3月21日、アテナ映像）出演者：杉本はるか、平塚ゆい、愛沢はるひ、安西みどり
- 奥様欲情日記 奥さん昼間っからこんなやらしいの見て… イヤッビデオ屋さん どこ舐めてるの 汚いからやめて〜!（2009年5月21日、アテナ映像）出演者：鶴瀬愛美、朝比奈瑠依、八木寛子、松田悠希
- 奥様欲情日記 スーパーセレクション4時間 美しい若妻、美巨乳妻12人が勢揃い! こんな昼間からやめて…主人にバレたらどうするの!?（2009年9月11日、アテナ映像）
- 奥様欲情日記 こたつの中が君の匂いでいっぱいだ 触っちゃイヤ、主人がそこで寝てるのよ（2010年1月21日、アテナ映像）出演者：森ななこ、弓削亜弓、立花みずき、管野しずか
- 奥様欲情日記 BEST SELECTION 美人妻12人4時間 妻が色めく秘密の昼下がり （2010年3月21日、アテナ映像）
- 奥様欲情日記 SPECIAL SELECTION 4時間 美巨乳美尻妻12人 甘く淫美な昼下がり（2010年9月11日、アテナ映像）
- 奥様欲情日記 エロカワ妻12人 GORGEOUS SELECTION 4時間 女に目覚める秘密の午後（2011年2月11日、アテナ映像）
- ボインお姉さん僕を好きにして下さい どう、柔らかい？いっぱい挟んであげる（2004年12月21日、アテナ映像）出演者：朝丘まりん、菊池藍、RIRICO
- ボインお姉さん僕を好きにして下さい オッパイさわるたびにカタくなるわネ カワイイッ!（2005年2月21日、アテナ映像）出演者：菊原まどか、朝丘まりん、藤井彩
- ボインお姉さん僕を好きにして下さい 挟んでるとあったかい？あッもうガマン汁が出てきちゃってる…（2005年7月11日、アテナ映像）出演者：安原真美、里美りん、矢神華音
- ザ・カメラテスト 「どうしてナメるのッ 入れちゃダメェ〜!!」（1998年5月31日、アテナ映像）
- ザ・カメラテスト 美乳と潮吹きなら即デビューだ!!（1998年7月21日、アテナ映像）
- ザ・カメラテスト 何も知らない顔して感度は抜群だっー!!（1998年9月30日、アテナ映像）
- ザ・カメラテスト ホントにしゃぶるのッアッそこはダメェ〜!（1998年11月21日、アテナ映像）
- ザ・カメラテスト カワイイ美乳ギャルは新人デビューする前に…（1999年5月21日、アテナ映像）
- ザ・カメラテスト おっカワイイ!君、新人？撮影前に抜きテストだッ!!（1999年9月21日、アテナ映像）
- ザ・カメラテスト 初モノギャルはアソコもお尻も…（1999年11月21日、アテナ映像）
- ザ・カメラテスト 美乳初脱ぎ娘たちは何も知らずに…（2000年3月21日、アテナ映像）
- ザ・カメラテスト 純情娘も爆乳ギャルもデビュー前にイジリ抜きだッ!!（2000年5月21日、アテナ映像）
- ザ・カメラテスト ステキなピンク乳首の新人ギャル大集合（2000年7月21日、アテナ映像）
- ザ・カメラテスト カワイイ純情娘とHなお姉さんは個室でシマリ具合テストだ!!（2000年9月21日、アテナ映像）
- ザ・カメラテスト 超カワイイ女の子は初撮影の前にちょっとだけ…（2000年11月11日、アテナ映像）
- ザ・カメラテスト キミ凄くヌレやすいの?見ないでェ〜!（2001年5月21日、アテナ映像）
- この熟女いやらしい! もうジラさないでッ熱いのが出ちゃう! （2003年10月31日、アテナ映像）
- この熟女いやらしい! そんなに見ない・・・あそこがジンジンしてたまらないのッ （2004年2月11日、アテナ映像）
- この熟女いやらしい! すべてを忘れて狂いたい・・・ （2004年7月11日、アテナ映像）
- この熟女いやらしい! いつまでも女でいたいの・・・心も体も溶かして! （2004年9月21日、アテナ映像）
- この熟女いやらしい! お願い、今日だけは女にさせて・・・ （2005年1月31日、アテナ映像）
- この熟女いやらしい! アソコ見られるだけで私いっちゃう 早く入れて奥まで犯してェー!! （2005年5月11日、アテナ映像）
- この熟女いやらしい! そんなに太いの交互に入れられたら狂っちゃう!!（2005年7月11日、アテナ映像）
- この熟女いやらしい! こんなにいいなんてッ もっと私を狂わせて!（2005年8月31日、アテナ映像）
- この熟女いやらしい! あなたがしてくれないから、私 こんなに…濡れしたたる秘部 熱く燃えさかる欲望（2005年10月11日、アテナ映像）
- この熟女いやらしい! 髪振り乱し、吹き出る汁! いつまでもこの快楽に浸っていたいの…（2006年5月31日、アテナ映像）
- この熟女いやらしい! 見られるだけで濡れてきちゃう… ジラされて乱れ狂う女の性（2006年6月30日、アテナ映像）
- この熟女いやらしい! お願い、ゆっくり全身愛して欲しいの… 漏れる吐息、溢れ出す愛液（2006年8月31日、アテナ映像）
- この熟女いやらしい! あぁ、腰が勝手に・・・お願いこのままイカせて〜!! 初絶頂に震える女たちスペシャル（2006年10月11日、アテナ映像）
- この熟女いやらしい! 滴り落ちる涙と愛液 忘れていた快感に私の中のもう一人の私が…（2007年1月11日、アテナ映像）
- この熟女いやらしい! 漏れ出す吐息 桜色に染まる肌 甘く切ない昼下がりの情事（2007年4月11日、アテナ映像）
- この熟女いやらしい! 濡れそぼる瞳と肉ヒダ 欲望の炎はもう消せない お願い、この体のうずきを誰か静めて!（2007年12月21日、アテナ映像）
- この熟女いやらしい! お願い私を女に戻して 恥じらい喘ぎ狂い 女の本性が今目覚める（2008年10月21日、アテナ映像）
- この熟女いやらしい! ごめんなさいあなた、もう私戻れない… 裸体を震わせイキまくる女たち（2009年6月21日、アテナ映像）
- この熟女いやらしい! 今日だけはいいの… お願い、私の中の女を愛して!（2009年9月21日、アテナ映像）
- この熟女いやらしい! 凄すぎる牝の本能 旦那は知らない妻の秘め事（2010年9月21日、アテナ映像）
- この熟女いやらしい! 麗しの美熟女11人 淫汁タレ流し4時間 SEXに飢えた女たちの禁断の悦び（2010年11月30日、アテナ映像）
- 三姉妹物語 巨乳お姉さんのいるとこやさん（2002年9月11日、アテナ映像）
- 三姉妹物語 美巨乳お姉さんがいる歯医者さん（2003年2月21日、アテナ映像）
- 三姉妹物語 美乳お姉さんがいる美容室（2003年4月21日、アテナ映像）
- 三姉妹物語 巨乳若奥様がいる足つぼマッサージ店（2003年8月21日、アテナ映像）
- ザ・衣裳合わせ 「えッ今着替えるんですか!？」（2002年5月21日、アテナ映像）出演者：川村遥、天城夕紀、森野あおば、広瀬江美、田中ミキ
- ザ・衣裳合わせ だめッカラダが火照っちゃう!（2002年7月21日、アテナ映像）出演者：望月るあ、重田加代子、矢口まみ、遠藤ななみ、三咲理恵子
- ザ・衣裳合わせ ちょっと触りすぎ!あそこがジュンてきちゃう（2002年9月21日、アテナ映像）出演者：持田彩菜、若林樹里、山下みずき、風間奈央、高瀬栄華
- ザ・衣裳合わせ シャワー浴びてないのッナメちゃいや〜!（2002年11月21日、アテナ映像）出演者：夢野まりあ、東美奈、立花ナツ、水島えな、河合知美
- ザ・衣裳合わせ ねっ先っぽだけ…あっ入ってる、入ってるってば!!（2003年1月21日、アテナ映像）出演者：水野羅夢、小山あゆみ、海野ちはる、坪井奈々美、安井明日香
- ザ・衣裳合わせ ちょっちょっとだけ吸わせて!だって撮影じゃないのにイヤァーッ!!（2003年3月31日、アテナ映像）出演者：渡瀬晶、相田あみ、水原美優、清藤ねね、藤本美咲
- 誰も知らない人妻たちの午後 夫には見せない薄化粧（1999年7月11日、アテナ映像）
- 誰も知らない人妻たちの午後 あなたがかまってくれないから…（2000年8月11日、アテナ映像）
- 誰も知らない人妻たちの午後 貞淑妻、夫も知らない淫美な素顔（2004年6月30日、アテナ映像）

- 同級生は若奥様 小森まみ（1994年10月26日、アトラス21）
- ニャンニャンしちゃお!! 神楽坂ケイ（1996年11月20日、アトラス21）
- NEO出血大制服 28 伊藤きらら（1996年12月20日、アトラス21）
- 裏出血大制服 7 細川百合子（1997年4月15日、アトラス21）
- ぶっかけスーパーボディ メイファ（1997年6月20日、アトラス21）
- スクール水着倶楽部 女子校生スクール手帖（1997年6月25日、アトラス21）
- ときめき課外授業 ピーチヒップで誘っちゃう!! 水城ちなつ（1997年7月25日、アトラス21）
- NEO出血大制服 40 上原あやか（1998年5月15日、アトラス21）
- コードネームはLOVE BODY 坂巻リオナ（1999年3月31日、アトラス21）
- 濡れヌレ姫 恥獄フルコース 高野ミミ（2000年4月29日、アトラス21）
- サードシーズン／碧波しずく（2000年9月25日、アトラス21）
- 噂の芸能人ビデオ（2001年5月15日、アトラス21）
- 遠野小春 すっぱだか （2001年9月17日、アトラス21）
- 藤森エレナ エレナの下半身（2002年4月23日、アトラス21）
- Pretty Blue 北川絵美（2004年12月17日、アトラス21）
- アクロバティックLOVE 北川明花（2005年2月28日、アトラス21）
- Yeah!CUTIE メガネ girls（2005年4月27日、アトラス21）
- ナースと秘め事（2006年1月25日、アトラス21）
- 長谷川いずみ 新藤玲菜のTHE出血大制服SPECIAL（2007年1月13日、NEO ATLAS）
- Love Century 相沢優香（2001年3月30日 VHS 、アトラス21 / ATLAS）
- LOVE CENTURY 相沢優香 高岡なつき（2007年3月13日、NEO ATLAS）

- 女尻 河合美奈（1998年5月22日、アリスJAPAN）
- 制服人形（コスプレドール） 椎名舞（1998年11月13日、アリスJAPAN）
- 美女H 三上しゅん（1999年8月13日、アリスJAPAN）
- 過剰願望 麻倉かほり（1999年10月22日、アリスJAPAN）
- 恋のICU 深田美穂（2000年3月21日、アリスJAPAN）
- おしめりパンティー かぐやひめ（2001年7月27日、アリスJAPAN）
- 制服人形（コスプレドール） 姫乃愛里沙（2002年2月29日、アリスJAPAN）
- 牝に犯られる女 小沢なつき（2006年2月24日、アリスJAPAN）出演者：小沢なつき、眞雪ゆん
- ゴール! 若菜ひかる（2006年6月30日、アリスJAPAN）
- 純情ハードコア 佐藤ローラ（2006年10月23日、アリスJAPAN）
- 超カメラ目線主義! 榊れいな（2007年6月15日、アリスJAPAN）
- アリスピンクファイル あの新基準モザイクで魅せる! 椎名舞 2（2007年7月13日、アリスJAPAN）
- 女帝道 松島かえで（2007年7月13日、アリスJAPAN）
- 着ハメ!! 百咲ひなの（2007年10月26日、アリスJAPAN）
- 輪姦爆乳教師 ベティ・リン（2008年1月11日、アリスJAPAN）
- 大人になんかならないで2 七海なな（2008年5月23日、アリスJAPAN）監督：H・H
- アジアンビューティー 松生彩（2008年11月28日、アリスJAPAN）
- はじめての四十八手体験 桜リエ（2009年3月13日、アリスJAPAN）
- 美人妻監禁調教 吉岡奈々子（2009年4月10日、アリスJAPAN）
- アリスピンクファイル あのピンクファイルで魅せる! 深田美穂 2（2009年6月12日、アリスJAPAN）
- チクビエロイカラダ 妃すみれ（2009年8月28日、アリスJAPAN）
- 復刻 Revival 浅倉舞（2009年9月25日、アリスJAPAN）
- 行列のできるカラダ 愛川みう（2009年11月13日、アリスJAPAN）
- 敏感ボディじらし狂い 滝沢ひかる（2010年6月11日、アリスJAPAN）
- 男つながりの女友達 松浦ひろみの場合（2010年8月13日、アリスJAPAN）出演者：松浦ひろみ、滝沢ひかる
- 可愛いメイドは僕専用 かなみ芽梨（2010年9月10日、アリスJAPAN）
- 終わらないお掃除フェラ 葵つかさ（2011年5月13日、アリスJAPAN）

- 三咲まお ザ・カゲキ（1998年8月26日、h.m.p）
- 巨乳要塞 〜グラマラス・サイト〜（2000年7月21日、h.m.p）出演者：鮎川あみ、井上千尋、森川珠里
- クリクリ・バニー 久里マリ（2002年5月31日、h.m.p）【VHS】
- クリクリ・バニー完全版 おいしい三角関係?（2002年12月10日、h.m.p）[DVD]
- 巨乳ドロップ（2003年1月21日、h.m.p）
- BEST HIT コスプレ[ハードコア編]（2003年2月10日、h.m.p）総集編
- コスプレ☆The BEST 超人気美少女単体女優8人（2003年9月18日、h.m.p）総集編
- 美乳メガファック!!!（2003年10月21日、h.m.p）総集編
- プラチナ・ティファニー The BEST 遂に出た!（2003年12月21日、h.m.p）総集編
- あなただけにあげちゃう 変態プレゼント 激ヤバ120分MAX（2004年1月20日、h.m.p）総集編
- 美尻メガファック!!!（2004年4月26日、h.m.p）総集編
- ザ・ナイスボディBomb! 4時間 甘えんぼう系美乳アイドル（2004年5月21日、h.m.p）総集編
- 潮吹きメガファック!!!（2004年10月31日、h.m.p）総集編
- プラチナ・ティファニー スーパーBEST（2004年12月25日、h.m.p）総集編
- ダイヤモンド・ティファニー The BEST 4時間（2005年3月10日、h.m.p）総集編
- ミス★コスプレSEX!!AVアイドル11人がコスりまくり!!（2005年3月28日、h.m.p）総集編
- 拘束SEXマニア（2005年10月31日、h.m.p）総集編
- 美乳マニア マシュマロオッパイ12人。（2005年12月21日、h.m.p）総集編
- メガネっ娘マニア（2006年3月25日、h.m.p）総集編
- 乱交マニア（2007年1月25日、h.m.p）総集編
- best girl friends 4 萌えっ娘☆ムチプリせっくす4時間（2007年9月10日、h.m.p）
- ヌケる!熱狂2時間!!［マジイキする女×24人］ vol.2 24人の絶頂シーン!（2007年10月25日、h.m.p）レンタルDVD
- あのアイドルがスーパーリマスターREMIXで甦る [伝説の女優11人]（2008年4月10日、h.m.p）総集編
- いちご恋乳 甘味いちご（2004年1月25日、h.m.p）
- やりすぎ家庭教師 ほしのキララ（2007年3月21日、h.m.p）
- 変態、いじめられると感じちゃう! みさき優香（2007年8月21日、h.m.p）
- ギャルはH大好き 春名えみ（2007年10月21日、h.m.p）
- ギャル姫・エロエロ犯りまくり! 彩花ゆめ（2007年8月25日、h.m.p）
- 彩花ゆめ大全集 2（2008年6月21日、h.m.p）総集編
- 尻舐めオフィスレディ☆エロエロ騎乗位 綾波セナ（2007年11月25日、h.m.p）
- 綾波セナ大全集 2（2008年5月21日、h.m.p）総集編
- 綾波セナ マニア4時間 スーパーアイドル BEST VOL.2（2008年8月10日、h.m.p）総集編
- 私がAVに出た理由 初撮りデビュー 綾瀬みさ（2008年5月21日、h.m.p）
- ハメ★チェキ! 〜メガネ萌え〜 浅田もえ（2008年4月21日、h.m.p）
- Gal Can エロ無敵Body MARINA（2008年4月21日、h.m.p）
- Gal Can×BEST 4時間 VOL.2（2008年9月21日、h.m.p）
- 徹底的ドSファック!! 星アンジェ（2009年4月21日、h.m.p）
- アナタもアノ女（コ）に中出ししませんか？ 6 中出し×素人×お姉さん（2009年4月21日、h.m.p）
- 絶対コス! 瀬尾えみり（2009年5月21日、h.m.p）
- あのアイドルがスーパーリマスターREMIXで甦る ［ナイスボディ Vol.1］（2009年5月21日、h.m.p）
- あのアイドルがスーパーリマスターREMIXで甦る ［ナイスボディ Vol.2］（2009年6月21日、h.m.p）
- あのアイドルがスーパーリマスターREMIXで甦る ［ナイスボディ Vol.3］（2009年7月21日、h.m.p）
- ザーメン多量Bomb!4時間（2009年7月21日、h.m.p）出演者：明日花キララ、瀬尾えみり、春風えみ、蒼井怜、麻生香月、坂井優羽、愛内梨花
- 星アンジェ大全集 5（2009年8月21日、h.m.p）
- h.m.pスーパーアイドル☆セレクション VOL.1（2009年8月21日、h.m.p）出演者： 明日花キララ、ほしのみゆ、瀬尾えみり、星アンジェ、蒼井怜
- お掃除フェラBomb! 4時間（2009年9月21日、h.m.p）出演者：明日花キララ、星アンジェ、雨音レイラ、蒼井怜、愛内梨花
- シチュエーションSEX エロヌキ☆体育会系のひみつ4時間（2009年9月21日、h.m.p）出演者：竹内あい、ほしのみゆ、明日花キララ、雨音レイラ、麻生香月
- 無理矢理SEX 4時間（2009年10月21日、h.m.p）出演者：竹内あい、明日花キララ、星アンジェ、雨音レイラ、乙井なずな
- 100％ 瀬尾えみり BEST 4時間（2009年11月21日、h.m.p）
- 元・芸能人 私、レイプされる…。 綾瀬ティアラ（2009年12月21日、h.m.p）
- 出された精子、ぜんぶ飲みます。 佐倉カオリ（2010年9月3日、h.m.p）
- 近親相姦 〜犯られる愛娘〜 工場長の太く汚れた魔指 あずみ恋（2010年10月1日、h.m.p）

- ULTIMATE BODY 山口ナオミ（2003年12月12日、HRC）

- ギリギリモザイク 6つのコスチュームでパコパコ!北島優（2005年8月7日、S1）
- ギリギリモザイク 6つのコスチュームでパコパコ!みなみ優羽（2007年1月19日、S1）監督：伊基公袁
- ギリギリモザイク 6つのコスチュームでパコパコ!渋谷梨果（2008年4月19日、S1）監督：伊基公袁
- 未成年性玩具 藤間ゆかり（2008年4月19日、S1）監督：秋秀人
- ギリギリモザイク 安部ちなつ ザ☆ナ〜ス!（2005年5月7日、S1）
- 女子校生 小倉ありす 学校でセックスしよっ（2004年12月11日、S1）監督：秋秀人
- ギリモザ ギリギリモザイク8本番 持田茜（2005年2月11日、S1）監督：秋秀人
- ギリギリモザイク バコバコ乱交24 宮澤ケイト（2007年3月7日、S1）
- ギリギリモザイク 激烈ピストン 13 千秋のどか（2007年5月19日、S1）
- ギリギリモザイク 20コスチュームでパコパコ! 秋月まりん（2007年6月19日、S1）
- 子役タレント×ギリギリモザイク 絶頂!イキまくり潮吹きFUCK 赤西涼（2007年10月19日、S1）
- 生意気女子校生犯す 音羽レオン（2010年2月7日、S1）監督：シバト太陽
- 先生がエロすぎて困るんです。 梓ユイ（2010年11月19日、S1）
- 清純×セーラー服 星島ちさ（2009年6月19日、S級素人）

- 菅野さゆき×OPPAI×吉村卓×3時間（2011年7月19日、OPPAI）

- バーチャル◆ソープ 泡姫FIVE VOL.2（2005年1月21日、笠倉出版社）総集編：出演者：星川みなみ、彩名杏子、森下理音、ゆうきりり、佐藤優
- 究極昇天☆逆ソープ 3.5時間 MANIAX（2006年4月21日、笠倉出版社）総集編：出演者：七瀬里帆、朝河蘭（清水優香）、彩名杏子、佐藤優、森下理音、Rina、ゆうきりり、春菜まい、北川美果、すぎはら美里（みずはら美里）、小春ひより

- LOVE◆ドッピュン!! 夏川まゆり（2007年12月25日、kawaii*）監督：コハク碧
- 学校でセックchu☆ 森美咲（2008年3月25日、kawaii*）監督：DAICHI
- 酔うとキス魔になっちゃうの。 友田彩也香（2009年11月25日、kawaii*）監督：cobo

- kira☆kira BLACK GAL SPECIAL 〜おじさんと王様ゲーム☆壮絶乱交PARTY〜（2010年4月19日、kira☆kira）出演者：桜庭ハル、愛音ゆう、榎本らん、桜りお
- kira☆kira BLACK GAL SPECIAL 〜黒GAL学園☆エンドレス狂乱交〜（2010年11月19日、kira☆kira）

- 天下御乳 佐々木優（1994年4月23日、KUKI）VHS
- キャンプDEデート 本城小百合（1999年7月31日 KUKI）
- しいな純菜 Natural（1999年9月30日 KUKI）
- water fruits 吉井愛美（2000年12月29日、KUKI）
- may be 井倉聖（2001年10月21日、KUKI）
- 令嬢 A 月野しずく（2003年6月30日、KUKI）

- 巨乳女子大生が癒してあげる（2004年6月25日、KMP）出演者：三上翔子、田村麻衣、AYA、松本恵美、吉田茶羅、松雪ひかる、持田ゆき
- 巨乳女子校生狩り（2004年7月23日、KMP）出演者：三上翔子、田村麻衣、AYA、松本恵美、吉田茶羅、松雪ひかる、持田ゆき
- もしもこんな痴女がいたら…。 3（2004年11月26日、KMP）出演者：藤森かおり、三咲まお（川村みなみ）、根本かおり、瀬名涼子、北山静香、沖那つばさ、矢崎茜、三上翔子、今野由愛、川久保アンナ
- 巨乳女子校生狩り 2（2005年5月27日、KMP）出演者：奥菜つばさ、青木美和、雨宮ラム、萩原めぐ、秋川りお（美月このみ）、明乃夕奈、早坂まゆみ
- うまなみ。プレゼンツ8 S級素人ギャル千人斬り! 4時間（2005年9月23日、KMP）出演者：片桐美緒、金城美麗（REINA）、長谷川ちひろ
- 痴女仕置人 完全版（2005年9月23日、KMP）出演者：田中梨子、立花里子

- コスプレ美少女バーチャルアニメーション（2001年11月25日、グレイス）
- 加藤ゆりあと学校でしようよ!（2002年7月5日、グレイズ）
- 学校でしようよ! SP4時間（2003年8月8日、グレイズ）
- 極 乱 May（2004年10月8日、グレイズ）
- 美BODY 〜エロテロリスト〜 ひな（2005年8月5日、グレイズ）
- エロカワナース はすみ（2007年3月16日、グレイズ）
- S級女優マン圧チェックSPECIAL（2007年11月2日、グレイズ）
- 萌ぎっ娘倶楽部 2 初乃ひかり（2008年1月3日、グレイズ）
- 高級風俗姫厳選4時間 Vol.2（2008年10月3日、グレイズ）
- 高級ソープ 二輪車限定 巨乳専門店（2004年7月9日、グレイズ）出演者：三好理恵、小川音子、椎名泉、滝沢あや
- 金城アンナ 高級ソープ嬢（2005年3月4日、グレイズ）
- 会員制高級ソープ 二輪車限定 巨乳生姫専門店（2005年3月4日、グレイズ）出演者：矢藤あき、青木あさみ
- 会員制高級ソープ 二輪車限定 巨乳AV女優専門店（2005年3月4日、グレイズ）出演者：水谷桃、椎名まゆみ
- 裸のナース 秋菜楓（2006年4月7日、グレイズ）
- 連続絶頂 潮吹き講座 @YOU（2006年4月7日、グレイズ）
- イカセッぱっ! 犠牲者 喜多村麻衣（2007年10月5日、グレイズ）
- イカセッぱっ! 無限大∞4時間（2008年7月18日、グレイズ）

- コスプレ召使い 有希りか（2006年9月29日、クリスタル映像）
- コスプレ召使い 紅りんご（2006年9月29日、クリスタル映像）
- コスプレ召使い THE BEST2（2008年2月22日、クリスタル映像）
- スーパーコギャル初脱ぎマガジン 4（2000年11月14日、クリスタル映像）
- スーパーコギャル初脱ぎマガジン 5（2001年3月8日、クリスタル映像）出演者：青木理沙、宮内かんな、内海春菜、久島ゆうこ
- スーパーコギャル初脱ぎマガジン 6（2001年8月9日、クリスタル映像）出演者：岡野美憂、手塚美紗、杉浦清香、石川すみれ
- スーパーコギャル初脱ぎマガジン 8（2002年3月7日、クリスタル映像）出演者：山口加奈、雪野あいか、杉崎りな、多治見もか
- スーパーコギャル初脱ぎマガジン 11（2003年3月6日、クリスタル映像）出演者：持田彩菜、鈴原美幸、貴崎桃華、京野千夏
- 潮吹きFUCK G－7＋1 PART11（2006年2月4日、クリスタル映像）
- GOGOハレンチ娘 後藤聖子（2005年7月29日、クリスタル映像）
- A級乳犯 羽田夕夏（2005年7月29日、クリスタル映像）
- 私を天国に連れてって 2（2007年7月27日、クリスタル映像）出演者：霧谷エル、柚咲あんず、河西知美、辻野じゅり、京みやび
- A級乳犯 ほしのまき（2007年12月7日、クリスタル映像）
- 変態志願 青山ゆい（2007年12月7日、クリスタル映像）
- ぷるるんウェイトレスはメイドさん 岩佐めい（2008年1月11日、クリスタル映像）

- Rush 薬物乱用中出し 葵みんと（2005年2月3日、剛田プロ）
- Rush 薬物乱用中出し2 雨宮ラム（2005年2月3日、剛田プロ）
- Rush 薬物乱用中出し3 奥村まい（2005年2月3日、剛田プロ）
- Rush 薬物乱用中出し4 明乃夕奈（2005年2月3日、剛田プロ）
- Rush 薬物乱用中出し 早坂まゆみ（2005年2月3日、剛田プロ）
- Rush 薬物乱用中出し7 松本ありさ（2005年2月3日、剛田プロ）
- Rush 薬物乱用中出し8 小峰由衣（2005年2月3日、剛田プロ）
- Rush 薬物乱用中出し9 小川あみ（2005年2月3日、剛田プロ）
- Rush 薬物乱用中出し10 並木りさ（2005年2月3日、剛田プロ）
- Rush 薬物乱用中出し11 葉月真琴（2005年2月3日、剛田プロ）
- 薬物乱用中出し RUSH12 山本梓（2005年2月3日、剛田プロ）
- 薬物乱用中出し13 SM悶絶号泣編 長谷川まりあ（2005年2月3日、剛田プロ）
- レズ 薬物乱用W中出し Rush 葵みんと・さくら葵（2005年4月8日、剛田プロ）

- REC-OVER SPECIAL AVに転身したタレント達（2003年10月30日、ゴリラプロジェクト）出演者：水野ちか、川奈ゆき、松下みらの、広瀬友莉子、YUKA

- ［デカブラMANIAX］ぬくもりの下着を愛でる 三枝ゆきな（2009年4月24日、シネマユニット・ガス）

- 素人ハードコア志願 OL編（1999年1月1日、シャイ企画）
- Surprise 佐々木渚紗（2006年2月28日、シャイ企画）

- インモラル天使25 鈴木まりか（1996年9月27日、シネマジック）監督：TOHJIRO
- 官能痴女II 発情するOLたち（2001年5月25日、シネマジック）
- 奴隷秘書36 叶結香里（2002年3月29日、シネマジック）

- おしおき女子校生 2（1999年8月7日、シー・ツー・コーポレーション）
- Sexy Present 葉山小姫（1999年11月12日、ゼウスコレクション）

- ロリッ痴!2 YUMI（2005年3月4日、ソフトオンデマンド）

- 監禁 小林ひとみ（2002年3月20日、SODクリエイト）
- ヤバモザフェラ10連続!!（2005年11月4日、SODクリエイト）出演者：立花里子、進藤美雪、川村美咲、紅音ほたる（秋月杏奈）、白鳥あきら、柳瀬遥、YUMI、黒月あき、水希遥、かわいゆい
- Debut!Debut!Debut! 鈴木ちせ（2006年3月16日、SODクリエイト）
- 女子校生痴漢凌辱暴行レイプ4 〜輪姦中出し編〜 衣川由衣（2006年5月18日、SODクリエイト）
- 痴漢地獄 安奈とも（2006年7月20日、SODクリエイト）
- 誘惑 最強の7人の女王が攻めてくる!!（2006年12月7日、SODクリエイト）出演者：夏目ナナ、紅音ほたる（秋月杏奈）、大塚ひな、天衣みつ、矢藤あき、乃亜（鳥越乃亜）、原千尋
- 陵辱 中出し病棟（2006年12月7日、SODクリエイト）出演者：夏目ナナ、紅音ほたる（秋月杏奈）、星ありす、乃亜（鳥越乃亜）、かすみ果穂、長澤つぐみ、一ノ瀬カレン
- 女子校生痴漢凌辱暴行レイプ 4時間DX（2007年5月17日、SODクリエイト）出演者：天衣みつ、菅野亜梨沙、南国楓、衣川由衣、鈴木ちせ
- 芸能人 櫻井ゆうこ Lcup×爆乳芸能人初中出し11発（2007年6月7日、SODクリエイト）
- 初めての新人サン 真央♪（2007年6月7日、SODクリエイト）
- 超天然素材 眞鍋しおり（2008年4月17日、SODクリエイト）監督：森川圭
- SODが見つけたこれが奇跡の天然素材 しずかちゃん20歳Dカップ（2008年5月22日、SODクリエイト）出演：南しずか
- 醜男キモ親父集団 ドッキリレイプ（2008年7月17日、SODクリエイト）監督：荒木君仁
- ギャルメン♂♀スクールパラダイス（2009年4月4日、SODクリエイト）出演者：鮎川なお、村上里沙、鈴木杏里、真田春香、赤西涼、南まりん、MOKA
- 美少年たちの童貞喪失ストーリー ギャルメン♂♀スクールパラダイス（2009年5月21日、SODクリエイト）出演者：鮎川なお、村上里沙、真田春香、水無月レイラ、雪平あい、白浜ユリ、冬野みずき
- 芸能人 あいださくら 18歳と2ヶ月でAVデビュー（2009年8月6日、SODクリエイト）
- 芸能人 原紗央莉×溜池ゴロー ネットリぬちょぬちょ、オヤジのねちっこい愛撫に悶える小娘。（2010年8月24日、SODクリエイト）
- AV Debut SARAH（2010年12月7日、SODクリエイト）
- 漏れ続ける失禁潮吹き 望月ちひろ（2011年1月8日、SODクリエイト）
- お願い、見ないで…愛する人の前で犯（ヤ）られるオンナ 若妻、女子校生、OL、ナース 大石のぞみ（2011年1月8日、SODクリエイト）
- 超高級（秘）ケツ社交クラブ 〜The final election of the black and white〜 ケツ奴隷誕生（2011年2月19日、SODクリエイト）出演者：辻本りょう、宮下つばさ

- 兄嫁（笑） て言うか昼間は俺専用wwwww 池田美和子（2010年5月6日、タカラ映像）監督：大村大

- 90cmGcupの美巨乳を狂わす 超高級ポルチオ性感美容エステサロン 姫咲りりあ（2007年12月20日、ディープス）
- エロカワ痴女とHしよ 美咲みゆ（2008年8月7日、ディープス）
- 夜勤のナースとヤレる病院 2（2007年8月4日、ディープス）
- 夜勤のナースとヤレる総合病院 4時間（2008年10月9日、ディープス）総集編

- 人妻奴隷 夫の目の前で… 艶堂しほり（2009年5月1日、溜池ゴロー）
- 人妻奴隷 夫の目の前で… 川瀬さやか（2009年6月13日、溜池ゴロー）
- お掃除おばさん 北原夏美（2009年8月13日、溜池ゴロー）
- 待ち侘びる人妻 〜淫辱に塗れた町工場の妻〜 川上ゆう（2010年1月13日、溜池ゴロー）
- 隣の人妻 真白希実（2010年3月13日、溜池ゴロー）

- 溜池ゴロー 麗しの女教師ペット 金子リサ（31歳）（2002年5月6日、ドグマ）

- 43人輪姦中出し 亜紗美（2007年10月25日、ダスッ!）

- 女教師蟻地獄 原ひかる（2000年3月17日、東京音光）

- 女教師狩 小川みゆき（2002年7月12日、TMA）
- 陵辱風紀委員 大空あすか（2002年10月1日、TMA）
- 痴漢夜行バス 佐藤優（2004年6月11日、TMA）
- NON STOP 制服アイドル 2時間（2004年8月6日、TMA）
- 消費者金融の受付嬢 内田京香（2004年9月24日、TMA）
- 24人のカリスマ制服アイドル4時間II（2005年2月5日、TMA）
- 黒髪の娘しか見たくない!4時間（2005年3月18日、TMA）
- 20人のカリスマ潮吹きアイドル4時間（2005年3月25日、TMA）
- 微乳貧乳PREMIUM 4時間（2005年12月9日、TMA）
- 見習いナース 佐藤ひろ美（2006年1月20日、TMA）
- 団地妻生中出し 11（2007年11月2日、TMA）出演者：一色あずさ、佐藤友里（橋岡麻衣）、優実あい、北田優歩

- SEX免許快伝 安西美穂（2005年2月11日、トライハート）

- 制服美少女と性交 古館びわ（2007年10月5日、ドリームチケット）
- BOING.100 Icup ショコラ SP（2008年8月5日、ドリームチケット）
- BOING.101 Hcup 南沙也香 015（2009年1月15日、ドリームチケット）
- 女医in… [脅迫スイートルーム] Doctor Miki（30）橘未稀（2006年8月5日、ドリームチケット）

- 色っぽい息子の嫁は見ず知らずの中年男に体中ベロベロ舐め回されて感じまくる変態女だった! 北村りょう（2010年8月24日、ヒビノ）

- 憧れのキス魔お姉さんに襲われた! 緋咲アンナ（2010年6月25日、美）監督：K*WEST
- 綺麗なお姉さんは精子がお好き あゆむ（2009年9月25日、美）監督：K*WEST
- 酔うと男を舐めまわすべ〜ろべろナメクジお姉さん。 鈴音りおな（2010年4月25日、美）監督：K*WEST

- 中出し女子校生暴行 膣にタップリ出してやるぜ!!3時間（2007年11月9日、ビッグモーカル）出演者：仲咲千春、並樹ゆりあ、辻さき、杏野まひる、愛里ひな、晶エリー（新井エリー、大沢佑香）
- 団地妻 発情する淫乱妻たち（2009年5月8日、ビッグモーカル）出演者：中森玲子、矢田真由美、中山かすみ、柳木美麗

- First★Pureness 平井綾（2008年9月4日、ピュアネスプラネット）監督：衣田陽水

- ちゅーぼー いえで体験記27 中出し中○生 ミカ1？さい 片瀬美香（2004年12月17日、プレステージ）
- じゅーだい いえで体験記50 中出し美少女 トモカちゃん 真崎寧々（2006年2月1日、プレステージ）
- じゅーだい いえで体験記55 中出し美少女 ネネちゃん 花井寧々（2006年4月1日、プレステージ）
- じゅーだい いえで体験記69 初貫通処女 サクラちゃん（2007年1月12日、プレステージ）
- じゅーだいいえで体験記 70 中出し美少女ユイちゃん 、小倉ゆい（2007年1月12日、プレステージ）
- じゅーだい いえで体験記79 中出し美少女 エリナちゃん 愛咲えりな（2007年6月1日、プレステージ）
- じゅーだい いえで体験記81 中出し美少女 ユキちゃん ほしのゆき（2007年7月2日、プレステージ）
- じゅーだい いえで体験記99 中出し美少女 エナちゃん 小春えな（2008年4月2日、プレステージ）
- DAISY 純真・無垢・素朴（2007年5月3日、プレステージ）
- DAISY5 ルル 小鹿ルル（2007年5月3日、プレステージ）
- DAISY11 アリス 国仲ありす（2007年10月20日、プレステージ）
- DAISY16 サキ 仲川咲姫（2008年1月23日、プレステージ）
- DAISY18 ルイ 藤沢涙（2008年2月22日、プレステージ）
- DAISY19 ミクル 小日向みくる（2008年4月22日、プレステージ）
- DAISY24 クルミ 佐藤くるみ（2008年6月21日、プレステージ）
- DAISY26 フワリ ふわり（2008年8月22日、プレステージ）
- 「強淫絶頂2」 月丘うさぎ（2枚組）（2004年8月20日、プレステージ）
- エスカレートするドしろーと娘 46（2004年11月5日、プレステージ）
- 素人生汁娘 東京サポ1 Mちゃん（2005年10月12日、プレステージ）
- 素人生汁娘 東京サポ2 Rちゃん（2005年10月12日、プレステージ）
- ウリをはじめた制服少女15 東高円寺・ウリ少女（2005年12月22日、プレステージ）
- ウリをはじめた制服少女17 錦糸町・ウリ少女（2006年1月11日、プレステージ）
- 首都圏 援交15（2006年1月11日、プレステージ）監督：平本一穂
- オタキモファンと強制SEX AYA（牧野田彩）（2009年9月10日、プレステージ）

- プレミアデジタルモザイク Vol.007 高井桃（2006年6月7日、プレミアム）
- 高井桃プレミアムベスト（2007年3月7日、プレミアム）
- 高井桃8時間プレミアム完全版（2008年9月7日、プレミアム）
- 家庭教師は女子大生 藤北彩香（2010年12月7日、プレミアム）
- 監禁凌辱 〜夫の目の前で徹底輪姦〜 志保（2010年12月7日、プレミアム）

- うごめく肉尻 大和撫子（2002年6月27日、プラチナティファニー）
- いつか スイート・ルーム いつか（2003年3月31日、プラチナティファニー）

- あぶない放課後 新・女教師スペシャル 高倉みなみ（2000年7月15日、V&Rプランニング）
- エグエグ天国第一弾 ザーメン臭い女たち お前、あそこ、痙攣しているよ…（1997年1月18日、V&Rプランニング）
- あぶない放課後 新・女教師スペシャル 桜真琴（2000年7月15日、V&Rプランニング）

- 濡れ透け婦人の甘い疼き 〜淫乱インストラクター・冴子〜 君島冴子（2008年4月7日、Fitch）
- 恥ずかしすぎる下半身丸出しオフィス 〜マン屁を響かせるOLの羞恥〜 大堀香奈（2010年10月25日、Fitch）

- 青空天国 1 BEACH GIRLS編（2000年8月10日、ホットエンターテイメント）
- 爆乳ビキニ娘野外露出FUCK 青空天国2 CAMP GIRLS2編（2000年10月13日、ホットエンターテイメント）
- 制服姿の妹たち 2（1999年8月16日、ホットエンターテイメント）

- エロ女神降臨 新人おちゃめFUCKER 桜井あみ（2008年1月16日、マキシング）
- エロスの金メダル☆（2008年8月16日、マキシング）出演者：水元ゆうな、吉沢明歩、みひろ、乙音奈々、稲森しほり、桐原あずさ（伊藤あずさ）、高嶺さゆり
- 変態インテリ美人秘書 麻宮モナ（2009年11月16日、マキシング）
- MAXING GIRLS COLLECTION この女子校生がたまらない!（2010年4月16日、マキシング）出演者：吉沢明歩、みひろ、木下柚花、成瀬心美（ここみ）、紺野美奈子、糸矢めい、かすみ果穂
- Girlicious 05 feat.RUMIKA（2010年6月16日、マキシング）
- 風俗ちゃんねる 20 藤井レイナ（2010年7月16日、マキシング）
- セクハラされまくる美脚女子社員 西野ちな（2010年10月16日、マキシング）

- 潮吹き淑女 ハードヴァージョン 佐伯みすず（1996年6月28日、マックス・エー）
- 野村祐希 溜息つかせて（1999年8月21日、マックス・エー）
- グラマラス 藤崎彩花（2000年2月25日、マックス・エー）
- 憧れのイメージプレイルーム5（2001年2月16日、マックス・エー）出演者：流川瞬、山吹ケイト、佐藤美恵、野々村もえ
- 憧れのイメージプレイルーム6（2001年2月16日、マックス・エー）出演者：中根未絢、松田りえ、西野カンナ、桐島奈緒
- Pride 美竹涼子（2002年2月25日、マックス・エー）
- くりいむメロン京乃あづさ（2002年5月28日、マックス・エー）
- 巨乳☆美乳 20連発!!（2009年2月27日、マックス・エー）出演者：小西那奈、くるみひな、浜崎りお（森下えりか、篠原絵梨香）、飯島夏希、香坂百合、前嶋美歩、北原多香子、妃乃ひかり、吉崎直緒、小坂めぐる、真田春香、黒木アリサ、辻さき、あいぶらん（蜜井とわ）、鈴木さとみ、愛里ひな、鮎川なお、橘くらら、灘坂舞、愛沢蓮
- 黄金伝説 諸星美奈の原点（2009年8月28日、マックス・エー）
- 黄金伝説 美竹涼子の原点（2009年12月25日、マックス・エー）総集編
- 新 MAXピンクファイル 諸星美奈（2010年3月12日、マックス・エー）
- アナル丸見えFuck 藤崎りお（2010年6月11日、マックス・エー）
- 歩原ひかるのドジっ子OL（2010年8月27日、マックス・エー）
- 小倉奈々のアタマの先まで痺れる濃厚なkissと性交（2010年9月10日、マックス・エー）
- ツンデレ 今井かのんの頭の中（2010年10月8日、マックス・エー）
- New Comer 超美形 現役サーカス団員 暮野ソフィア（2010年12月20日、マックス・エー）
- 本汁ザーメン大量ぶっかけ解禁。矢吹杏（2011年2月25日、マックス・エー）
- 脱AVアイドル宣言!本能的なビッチSEX マリア・エリヨリ（2011年3月25日、マックス・エー）
- 真木今日子の本気SEX6本番（2011年4月8日、マックス・エー）

- 美熟女ソープ壺姫御殿SP2（2005年9月25日、マドンナ）出演者：黒沢まりあ（七海りあ）、立花瞳、酒井ちなみ（紫葵）
- 美熟女ソープ 総集編4時間（2005年9月25日、マドンナ）総集編：出演者：酒井ちなみ（紫葵）、立花瞳、黒沢まりあ（七海りあ）、山吹瞳、麻布レオナ、秋本のり子、君島怜子、牧本千幸（つかもと友希）、加山なつ子、憂木瞳（中山アンナ）
- 魅惑の美熟女ソープ5時間（2008年4月7日、マドンナ）総集編
- 美熟女ソープ壺姫御殿 五十川みどり（2008年5月25日、マドンナ）
- 美熟女ソープ壺姫御殿 橘美沙（2008年10月25日、マドンナ）
- 美熟女ソープ壺姫御殿 佐藤美紀（2008年11月25日、マドンナ）
- 美熟女ソープ壺姫御殿 牧原れい子（2009年11月25日、マドンナ）
- となりの奥さん 志村玲子（2008年3月25日、マドンナ）
- となりの奥さん 桐島千沙（2008年3月25日、マドンナ）
- 人妻ピアノ教師 夏木響子（2009年3月25日、マドンナ）
- 隣家の亭主を寝取る妻 立花みずき（2010年12月7日、マドンナ）

- 掘り出しデカップ素人ナマ中出し ぱーと6（2010年10月19日、胸キュン喫茶）
- 素人娘の本気イキ濃厚SEX（2010年10月19日、胸キュン喫茶）総集編
- 生ハメ本中出し8時間（2010年11月19日、胸キュン喫茶）総集編

- LOVE GIRL 吉村すもも（2002年9月1日、MOODYZ）
- 愛奴るM羞恥 MECUMI（2003年5月15日、MOODYZ）
- 美熟女画報 紫彩乃（2005年1月15日、MOODYZ）監督：溜池ゴロー
- 溜池ゴロー 美熟女画報 BEST（2005年8月13日、MOODYZ） 出演者：麻布レオナ、赤坂ルナ、友崎亜希、友田真希、紫彩乃
- 新星 天乃みお（2006年2月1日、MOODYZ）
- 使い捨てM奴隷 29 水野ひかり（2006年2月13日、MOODYZ）
- コスプレSP 吉岡なつみ（2006年4月13日、MOODYZ）監督：石橋渉
- 超美乳激もみFuck! 榊彩弥（2007年1月13日、MOODYZ）
- イラマチオ奴隷 鈴夏ゆらん（2007年2月13日、MOODYZ）監督：なぎら健造
- 芸能人・公然レイプ輪姦 聖乃マリア（2007年4月1日、MOODYZ）監督：なぎら健造
- パイパンハイパーデジタルモザイク ICHIKA（2007年4月13日、MOODYZ）監督：桜吹雪
- 鼻フック浴尿ぶっかけ精飲M奴隷 佐藤ショコラ（2007年5月1日、MOODYZ）監督：なぎら健造
- アイドル レイプ 輪姦 篠原もえ（2007年5月13日、MOODYZ）監督：小池ゆい
- DRESS＆GUARANA 巨乳Fカップ!!真性痴女のセックス!! 華咲りょう（2007年6月13日、MOODYZ）監督：りんや
- 女子校生ザーメン小便ぶっかけ汚辱 真琴（2007年9月13日、MOODYZ）監督：シバト太陽
- 初セル 櫻井美優（2007年9月13日、MOODYZ）監督：NanQ
- 学校コスプレ まりりん（2007年11月13日、MOODYZ）監督：おしゃれラーメン
- 街で見かけた、一番綺麗なお姉さん 性欲への嗜欲 真羅マキ（2008年3月13日、MOODYZ）監督：りんや
- AVデビューでいきなり生中出し×アナル×2穴FUCKしちゃいました!! 藤谷さやか（2008年9月1日、MOODYZ）
- 卑猥なボディ Rinka（2008年10月1日、MOODYZ）監督：Baby Lotion
- 爆乳レイプ 水森れん（2008年10月13日、MOODYZ）監督：中目黒浩治
- 巨乳M秘書のザーメンおねだり 杉崎りか（2009年12月1日、MOODYZ）
- キモ男とSEX BEST4時間（2010年2月13日、MOODYZ）出演者：南波杏、野々宮りん、吉岡なつみ、西野翔、叶樹梨、佐藤江梨花、竹内あい、大塚咲、櫻井美優、楓まお、鈴香音色
- 寺山○司=作 舞台「毛皮のマ○ー」出演女優が衝撃AVデビュー!! 白崎由奈（2010年2月13日、MOODYZ）監督：オードリーベップバーン
- 断れない新人OL 宮下リカ（2010年5月13日、MOODYZ）監督：桃色トイキ♪
- ヤバイよっ!膣内で出しちゃった! 中山エリス（2010年6月1日、MOODYZ）監督：乱一成
- 女子校生ゆあのザーメン採集 吉川ゆあ（2010年8月13日、MOODYZ）監督：桃色トイキ♪
- ミスキャンパス物語（2010年8月13日、MOODYZ）出演者：藤本リーナ、友田彩也香、若葉くるみ、桐原エリカ
- まこと先生の、カラダで教える誘惑授業 優希まこと（2010年10月13日、MOODYZ）
- 汗ばむカラダ、濃厚オヤジ性交 哀川りん（2011年3月13日、MOODYZ）監督：G-MAX
- ヤラせてよっ!美月先生 美月（2009年8月13日、MOODYZ）
- ヤラせてよっ!くるみ先生 くるみひな（2010年6月13日、MOODYZ）監督：ザック荒井

- セレナーデ 山咲舞（2004年2月20日、メディアステーション）
- ピーチな片思い 若葉かおり（2004年6月11日、メディアステーション）
- 桃の天然乳 水野あすみ（2005年8月21日、メディアステーション）
- 催眠人形 〜時計仕掛けのヒプノドール〜 眠りの森女学園編（2007年11月23日、メディアステーション）出演者：宮下まい、佐原みつな

- Fero-mode 癒しの美巨乳編 小森美王（2005年3月18日、桃太郎映像出版）

- 限界4時間 ラストラス SEXY GIRLS 女優編 2 ヌケる!!（2005年7月8日、ラストラス）
- 限界4時間 美巨乳ダイナマイト 1 おっぱいフェチ必見!（2005年7月8日、ラストラス）
- 限界4時間 ワシズカミ巨大乳房1（2005年7月8日、ラストラス）
- 限界4時間 性汁中だし素人娘（2005年7月8日、ラストラス）
- 限界4時間 即ハメ素人オムニバス（2005年7月8日、ラストラス）

- スケベな親子がエッチなゲーム一転知らずに近親相姦 父親なら娘の裸当ててみて!〜見て、触って、ハメて、父親はカラダのパーツだけで自分の娘がわかるかな!？〜 パート4（2010年8月24日、ROCKET）

- 巨乳女教師童貞狩り 井上千尋（2002年11月20日、ワープエンタテインメント）
- 僕だけの秘密基地 桜井あみ（2003年8月8日、ワープエンタテインメント）
- THE BEST 巨乳女教師童貞狩りSP（2004年3月17日、ワープエンタテインメント）総集編：出演者：川浜なつみ、井上千尋（黒崎さゆり）、高原ジュリ、叶結香里、坂巻あすか、川嶋なな、葉山みづき、高嶋陽子
- 妄想三昧（2004年11月3日、ワープエンタテインメント）
- 接吻しまくり淫口よだれ女 VOL.7 桐島りおん（2006年5月15日、ワープエンタテインメント）
- ぶっちゅギレ（2006年6月5日、ワープエンタテインメント）出演者：山下真耶、柚木あみか
- I Love オジサマ 清原りょう（2006年12月5日、ワープエンタテインメント）
- ゲキ濡れモロ透け★制服ファック うるみゆう（2007年11月5日、ワープエンタテインメント）
- 現役・美巨乳音大生×マジ姦×11ファック うるみゆう（2008年5月15日、ワープエンタテインメント）総集編
- ママは巨乳女子校生 絢音ミミ（2007年12月5日、ワープエンタテインメント）
- ユーザーズチョイス!! 4時間 The First Half of 2007（2007年12月15日、ワープエンタテインメント）出演者：橘れもん、浜崎りお（森下えりか、篠原絵梨香）、風間ゆみ、翔田千里、加藤れいな、渡瀬安奈、晶エリー（新井エリー、大沢佑香）、松野ゆい、星ありす、Marin.、Rico、彩芽はる、高瀬七海、落合ゆき、天海ゆり、AYA（福永あや）、MIMI、三浦亜沙妃、さとう和香、河愛杏里
- 美少女のやわらかな膨らみ 小栗杏菜（2008年3月15日、ワープエンタテインメント）
- 母乳カフェ 水谷ひとみ（2008年5月15日、ワープエンタテインメント）
- お嬢さまの濃厚な接吻と、下品な潮吹きと、卑猥なSEX 喜多沢くるす（2008年5月15日、ワープエンタテインメント）
- 1発が大量な濃厚ザーメンをゴックンしてから、また勃ってきちゃいそうなほど丁寧なおそうじフェラ 藤舞みいな（2010年1月15日、ワープエンタテインメント）
- BKE71 激似!!前●敦● ブッカケに行けるアイドル（2010年11月5日、ワープエンタテインメント）出演者：琥珀うた
- 現役秘書 片岡まきな（2010年12月5日、ワープエンタテインメント）

その他多数出演

## 映画
- PAIN／ペイン（2001年10月27日、配給：アルゴ・ピクチャーズ／ゴールド・ビュー）2001年オポルト国際映画祭審査員特別大賞受賞、第57回ヴェネチア国際映画祭批評家週間部門出品作品。 AV男優役：出演
- 『セックスの向こう側〜AV男優という生き方』 2013年2月23日（土）出演：日比野達郎／速水健二／山本竜二／平口広美／加藤鷹／栗原良／平本一穂／島袋浩／田渕正浩／トニー大木／ミートボール吉野／森山龍二／吉村卓／黒田将稔／しみけん／鳴沢賢一／阿川陽志／森林原人／沢井亮／平井シンジ[6][15][16]

## 出演

### テレビドラマ
- マグマイザー（BSスカパー!、2017年3月10日 - 6月7日） - 吉村卓 役[17]

### ラジオ
- とろサーモン・SODの桃色製作所（2010年1月8日、ラジオ大阪）[18]

### ネット配信
- 男優と男優 吉村卓（GIRL'S CH、2014年10月1日・8日・15日公開）
- DTテレビ（2019年2月15日、AbemaTV）[12]
- さらば青春の光 森田哲矢 制作総指揮『劇場版 ペンション殺人事件』（2021年10月7日、U-NEXT） - 二階堂 役

### ゲーム
- 新宿スカウトバトル（2019年12月、DMM GAMES） - 謎のホームレス 役

### PV
- ゴールデンボンバー「ガガガガガガガ」[19]

## 出版物

### 関連図書
- 「AV男優」という職業 セックス・サイボーグたちの真実（2013年2月19日）

### 雑誌
- 週刊大衆（2010年10月11日号）やまぐちりこSEX 中継
- 漫画実話ナックルズ（2011年1月15日号）49番目の新体位ヨシムラ徹底解説
- ウォーA組 2012年 08月号（2012年7月2日）

### 新聞
- スポニチ AV男優吉村卓の『体位ソムリエ』のコーナー（毎週木曜日）

## イベント
- 平本一穂主催「トークショー」第4部「AV男優」座談会（2010年12月3日）
- 「溜池ゴロー生誕祭with川奈まり子!〜ハウツーセックス大作戦!!〜」【出演】岩井志麻子、葵マリ―、神田つばきさん、平本一穂、トニー大木、田淵正浩、吉村卓（2011年3月26日）[7]
- 代々木忠＋面接軍団東日本大震災チャリティーイベント（2011年4月12日）[20]
- 東日本大震災チャリティーイベント代々木忠＋面接軍団「みんな、つながろう！（2012年3月12日）[21][22][23]
- S・S・R（セックス・スピード・ロックンロール）第2回！（2012年4月6日、ロフトプラスワン）[24]
- AV男優 吉村卓の 男優さんいらっしゃい！第一回目ゲストは国民的カリスマAV男優 加藤鷹（2012年10月7日）[25]
- AV男優 吉村卓の男優さんいらっしゃい！〜イケメン男優 小田切ジュンのガチ誕生日をみんなでお祝いしちゃお〜！の巻〜ゲスト：小田切ジュン、沢井亮（2013年1月12日）[26][27]
- 『セックスの向こう側〜AV男優という生き方』 3月7日（木）20:45の回上映終了後にトークショーを開催！！ 20:45〜22:11【上映後トークショーあり】ゲスト:吉村卓（男優）、髙原秀和（監督）[6]
- 第3回 東日本大震災チャリティーイベント 代々木忠＋面接軍団「やっぱり元気がイチバン！」 （2013年3月12日）【出演】市原克也、佐川銀次、吉村卓、森林原人、忍野優作、平本一穂、代々木忠[28]
- 加藤鷹×吉村卓　日本男児応援企画 「MENs SAGA」トークライブ（2014年3月21日、YOKOHAMA Three S）[29]
- タカ×タクトーク AV男優 吉村 卓プロデュース ローカルアイドル乱入SP（ゲスト：絵里澤えゆ（かんない少女隊））（2014年5月1日、YOKOHAMA Three S）[30]
- AV男優 吉村卓の男優さんいらっしゃい！〜サマースペシャル！ 新人AV男優オーディション編〜（2014年7月4日）[31][32]
- 俺たちに聞いてくれ！体験人数は20万人ダァー！日本AV男優協会スペシャルIN YOKOHAMA（2014年7月25日、YOKOHAMA Three S）[33]
- AV男優 吉村卓の男優さんいらっしゃい！ 日本AV男優協会加盟男優スペシャル（2014年9月6日）[34][35]
- 第3回タカ×タクトーク（MC：加藤鷹＆吉村卓 ゲスト：森下くるみ）（2014年9月7日、YOKOHAMA Three S）[36]
- 第4回タカ×タクトーク クリスマストークライブ（MC：加藤鷹＆吉村卓）（2014年12月20日、YOKOHAMA Three S）[37]
- AV男優 吉村卓の男優さんいらっしゃい 『（濡れ過ぎても）すべらない話〜AV男優スペシャル編〜』（2014年2月20日）[38][39]
- 怪優 吉村 卓の2時間ナマ放送！〜塩ラーメンスペシャル〜（2015年3月10日、YOKOHAMA Three S）[40]
- 怪優 吉村 卓の2時間ナマ放送！ VOL3　〜森黒が来たよ〜（2015年4月1日、YOKOHAMA Three S）[41]
- 第5回タカ×タクトーク（2015年4月10日、YOKOHAMA Three S）[42]
- 怪優 吉村 卓の2時間ナマ放送！vol.4〜しみけん来店〜（2015年4月21日、YOKOHAMA Three S）[43]
- 怪優 吉村 卓の2時間ナマ放送！vol.5〜トニーバンド来店〜（2015年5月30日、YOKOHAMA Three S）[44]
- 怪優 吉村 卓の2時間ナマ放送！vol.6〜本間すなお（りなりな）氏来店〜（2015年6月16日、YOKOHAMA Three S）[45]
- 第2回 AIDS 文化フォーラム in 佐賀[46]（2016年6月25 - 26日、アバンセ）
- 第23回 AIDS 文化フォーラム in 横浜[47]（2016年8月5 - 7日、かながわ県民センター）